# Tlalpan
Tlalpan es una de las dieciséis demarcaciones territoriales de Ciudad de México. Su territorio representa el 20.7 % del total de la ciudad, siendo la alcaldía con mayor extensión territorial. Más del 80 por ciento de su territorio es suelo de conservación, ofreciendo importantes servicios ambientales como son: recargas de los mantos acuíferos, generación de oxígeno y captura de dióxido de carbono. Cuenta con el bosque de Tlalpan donde acuden las familias a hacer actividades deportivas y las Fuentes Brotantes.
Sus límites geográficos están fijados por los decretos de 1899 y 1970[cita requerida], los cuales mencionan que limita al norte con las alcaldías Magdalena Contreras, Álvaro Obregón y Coyoacán; al este con Xochimilco y Milpa Alta; al sur con el estado de Morelos; y al oeste con el Estado de México, correspondiendo a los municipios de Xalatlaco, Tianguistenco y Ocoyoacac y la alcaldía Magdalena Contreras.
En 2004, Tlalpan fue la quinta demarcación de la Ciudad de México, y la décima a nivel nacional, con el mayor índice de desarrollo humano en México por la calidad de sus servicios y educación, su intensa actividad comercial y por ser considerada una zona residencial de alto nivel adquisitivo e inmobiliario.

## Toponimia
El origen del nombre es náhuatl: Tlalli = tierra; ipan = sobre; es decir "sobre la tierra" o "en tierra firme". Se le conoce con ese nombre porque a diferencia de los xochimilcas y los mexicas, Tlalpan nunca fue ribereña del lago, y por lo tanto sus habitantes no vivían ni sembraban en chinampas.

## Escudo
Se trata de un doble círculo en cuyo interior aparecen piedras que significan “tierra” y una huella de un pie y fuera del doble círculo aparece la palabra Tlalpan. Este escudo fue adoptado bajo la Ley Orgánica del Distrito Federal el 29 de diciembre de 1970.

## Historia

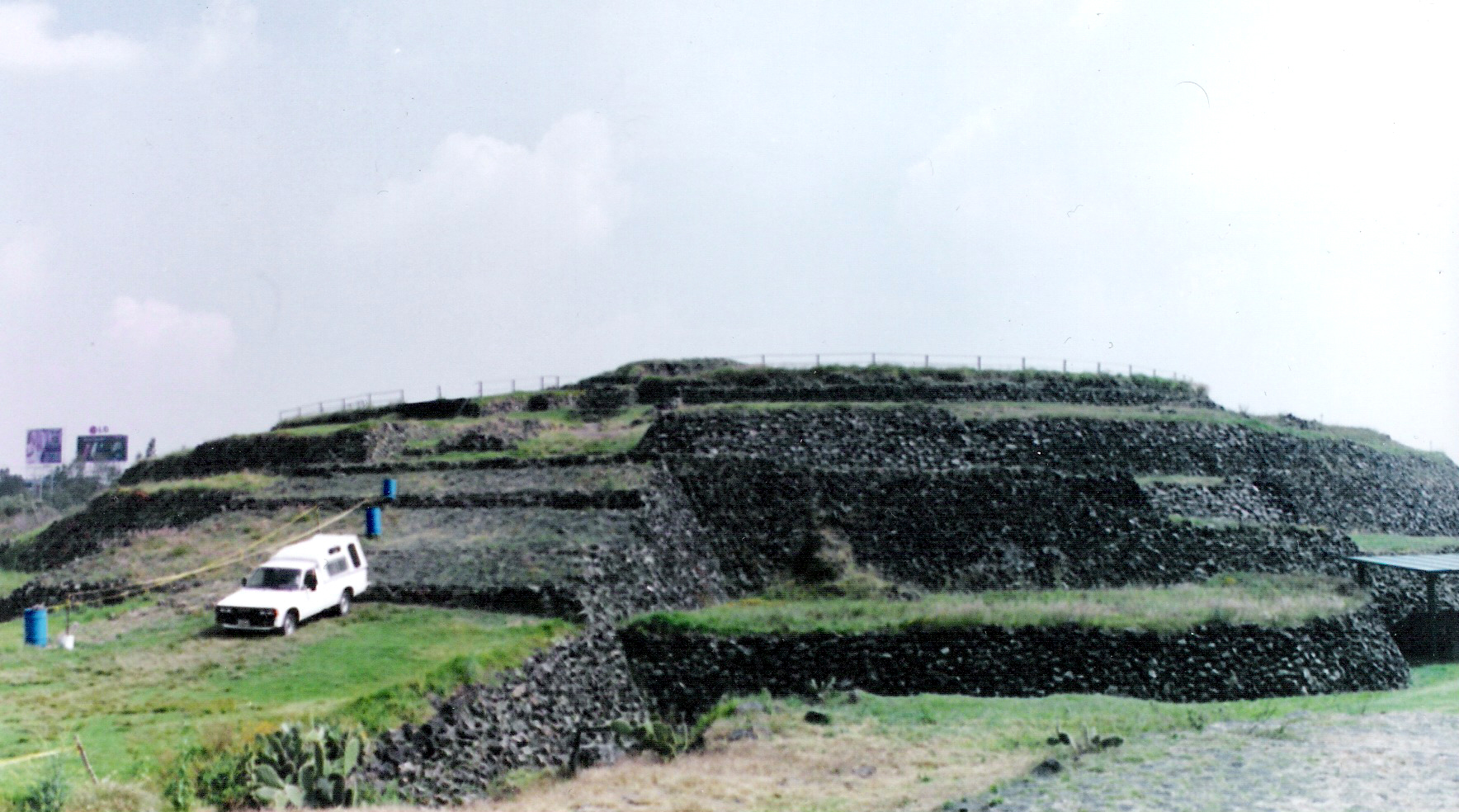
Pirámide de Cuicuilco.

### Orígenes
Los tepanecas, y posteriormente los otomíes, poblaron lo que hoy se conoce como Tlalpan. La principal zona arqueológica es Cuicuilco, la cual tiene una estructura circular de 80 m de diámetro y 20 m de altura, que da testimonio del primer asentamiento humano estable y con una organización social desarrollada. Este asentamiento se funda en la parte norte de la actual delegación Tlalpan hacia el año 200 antes de Cristo, la cual permanece hasta que el volcán Xitle hiciera erupción. La mayoría de los pobladores sobrevivientes de la erupción migraron a otras zonas y otros se establecieron en las inmediaciones de los pedregales formados tras la erupción. Diversos restos arqueológicos se han localizado en la zona, uno de ellos se encontraba en la zona que hoy se llama Mesa Los Hornos, descubiertos cuando se hacían excavaciones para obtener barro y hacer ladrillos.

### Colonia
Tlalpan perteneció al Marquesado del Valle de Oaxaca, bajo el control de Hernán Cortés y sus descendientes. El camino que atravesaba el lago para unirlo a Ciudad de México y que hoy se conoce como Calzada de Tlalpan fue construido entre 1535 y 1551 por el virrey Antonio de Mendoza. En el año de 1537 esta jurisdicción sufrió su primer deslinde de tierras, cuando los autoridades decidieron regular el uso del agua de los manantiales entre los naturales radicados en los poblados de Tochíhuli, Peña Pobre, Coscomate y Tlalpixca. Los españoles llevaron a las poblaciones de los naturales diversas imágenes que le dan su nombre, en ocasiones junto a su nombre indígena: Santo Tomás Ajusco, San Miguel Ajusco, La Magdalena Petlacalco, San Miguel Xicalco, San Pedro Mártir, San Miguel Topilejo, Chimalcoyoc y San Andrés Totoltepec.

### SigloXIX
José María Morelos y Pavón llegó al pueblo en 1815, para ser encerrado en un alto mirador llamado "La torre de Santa Inés", de la cual salió juzgado y sentenciado a morir. 
Debido a la constitución de 1824, el territorio de la delegación Tlalpan se identifica como San Agustín de las Cuevas, por decreto del Congreso del Estado de México — entidad a la que pertenecía desde 1824—, nombre que conserva hasta 25 de septiembre de 1827, cuando se le concedió el título de ciudad y se le dio el nombre de Tlalpan, que significa “lugar sobre la tierra”. Fue capital del Estado de México. Aquí se construyó la Casa de Moneda del Estado de México. Finalmente, el 26 de noviembre de 1855, por decreto presidencial, queda incorporado al Distrito Federal como cabecera de la Prefectura del Sur, cuya demarcación incluía Coyoacán, San Ángel, Xochimilco y llegaba hasta el Peñón Viejo (Iztapalapa e Iztacalco). 
En el siglo XIX se fundó la primera fábrica hoy parque nacional Fuentes Brotantes. Se trata de la fábrica de hilados y tejidos La Fama Montañesa, que da su nombre al barrio.

### SigloXX
En 1903, Tlalpan fue una de las 13 municipalidades en que quedó dividido el Distrito Federal, por una ley expedida por el presidente Porfirio Díaz. En 1928 se suprimen los municipios del Distrito Federal y Tlalpan pasa a ser una Delegación.
Entre los años de 1917-1920 se ubica la fábrica de papel de Peña Pobre que da un impulso al desarrollo económico a la Delegación.
A mediados del siglo XX, experimentó un proceso de expansión que la convirtió en zona conurbada, y el pujante desarrollo le hizo perder gran parte de sus extensiones rurales.
Al poner en operación el Anillo Periférico en la década de 1960, se crean colonias como Isidro Fabela y Pedregal de Carrasco entre otras. Para los años 70 en la zona oriente se desarrollan conjuntos habitacionales de interés medio y residencial con servicios suficientes, al igual que en la zona poniente. Con la construcción de la carretera Panorámica al Ajusco, se empiezan a crear colonias como Héroes de Padierna, Lomas de Padierna, etc. Al final de los 70 y principio de los 80 se origina al sur poniente un fuerte crecimiento de la mancha urbana por promociones fraudulentas y la venta ilegal de lotes.
Entre 1980 y 1995, Tlalpan logra su consolidación como una delegación de servicios; principalmente en la zona de Coapa donde se concentran tiendas departamentales, centro educativos y grandes zonas de vivienda unifamiliar y plurifamiliar. Otra zona consolidada es la de Hospitales, el edificio delegacional y diversos centros administrativos, oficinas públicas y privadas.

## Cronología de hechos históricos

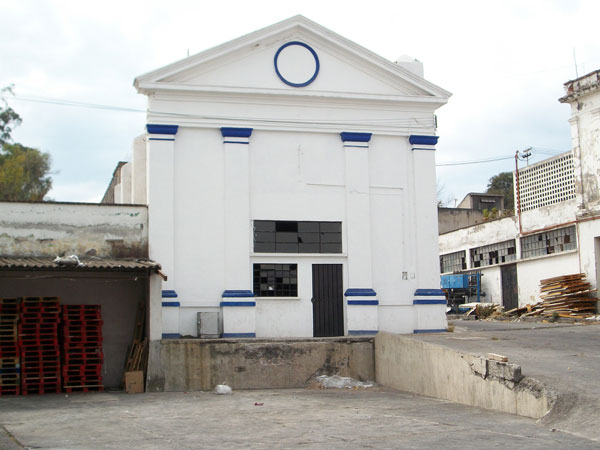
Iglesia de la Fábrica La Fama Montañesa, fundada en 1831

| AÑO  | ACONTECIMIENTOS |
| ---- | --- |
| 1815 | 21 de noviembre a las 4 de la tarde llegó preso el señor cura José Ma. Morelos, quien estuvo en un mirador elevado de la casa del doctor don Antonio del Río, que se llama "Torre de Santa Inés". Existe aún este monumento en San Agustín de las Cuevas.           |
| 1828 | Se creó la Casa de Moneda del Estado de México. |
| 1831 | Nació la industria en Tlalpan al fundarse la fábrica de hilados y tejidos “La Fama Montañesa”. |
| 1847 | Tlalpan fue ocupada por las fuerzas invasoras de Estados Unidos y aprovecharon los amplios espacios de las casas para establecerse en ellas. |
| 1854 | El presidente Antonio López de Santa Anna amplió los límites del Distrito de México y, Tlalpan se adhiere como cabecera de la Prefectura del Sur, cuya demarcación incluía Coyoacán, San Ángel, Xochimilco y llegaba hasta el Peñón Viejo (Iztapalapa e Iztacalco). |
| 1855 | Tlalpan se incorpora al Distrito Federal a petición de los habitantes de esta ciudad, inconformes por tener que trasladarse hasta Toluca para arreglar sus asuntos con el gobierno.                                                                                 |
| 1869 | Inicia el servicio de ferrocarril a Chalco, el cual pasaba por las poblaciones de Tacubaya, Mixcoac, San Ángel y Coyoacán para terminar su recorrido en Tlalpan. |
| 1870 | Se construye el primer invernadero de la ciudad en la actual colonia Toriello Guerra, su estructura de metal fue fabricada en Alemania. |
| 1878 | Se realiza la primera comunicación telefónica en la República Mexicana entre las ciudades de México y Tlalpan. |
| 1900 | Fue inaugurado el mercado La Paz, único del porfiriato que aún se conserva en el Distrito Federal. |
| 1903 | Tlalpan fue una de las 13 municipalidades en que quedó dividido el Distrito Federal luego de una ley expedida por el presidente Porfirio Díaz. |
| 1928 | Se suprime la figura del municipio en el Distrito Federal y se constituye Ciudad de México, formada por 12 delegaciones. Tlalpan es una de ellas. |
| 1952 | Se inauguró la primera autopista (La México-Cuernavaca). |
| 1970 | El Distrito Federal se dividió en 16 delegaciones políticas y Tlalpan terminó como la de mayor superficie. |

## Geografía física
El centro político y administrativo de Tlalpan se encuentra en el corazón de lo que fuera el pueblo prehispánico de Tlalli pan (del náhuatl, "lugar sobre tierra"). El nombre alude a su condición de población sobre tierra firme, ya que Tlalpan se encuentra al sur de lo que fuera el lago de Texcoco: era la primera población sobre tierra firme que un viajero encontraba saliendo por sur de Tenochtitlán, capital del imperio azteca.
Durante el virreinato fue costumbre generalizada tratar de agrupar los asentamientos dispersos: congregarlos en un espacio más reducido en torno a un templo católico, para una mejor evangelización del indígena y tener control para disponer de su mano de obra. Fue así que en el siglo XVI se fundaron los pueblos del Ajusco.
Estos pueblos son, en orden desde la Ciudad de México hacia Cuernavaca Chimalcoyoc, San Pedro Mártir, San Andrés Totoltepec; entrando hacia la derecha (por la avenida México), San Miguel Xicalco, Magdalena Petlacalco, San Miguel Ajusco y Santo Tomás Ajusco; siguiendo nuevamente por la carretera hacia Cuernavaca, después del kilómetro 25, al lado izquierdo, Topilejo; después del kilómetro 28, y siguiendo hasta el final, Parres, fin de la alcaldía.
El territorio actual de la delegación Tlalpan abarca más de lo que originalmente fuera el pueblo de San Agustín de las Cuevas. La delegación está dividida en cinco Zonas Territoriales, siendo la Zona 5 (llamada "Pueblos rurales") la mayor, con 80 % del territorio total. El 83 % de la población (calculada en 600 mil habitantes en 2004), se concentra en las otras cuatro Zonas Territoriales, de tipo urbano.

### Clima
Tlalpan tiene cinco tipos o subtipos de climas. El 32 por ciento de la superficie delegacional tiene clima templado subhúmedo con lluvias en verano y mayor humedad. El 6 por ciento de la superficie tiene clima templado subhúmedo con lluvias en verano y de media humedad. El 0.33 por ciento de la extensión territorial tiene una temperatura templada subhúmeda con lluvias en verano y de menor humedad. En el 17.7 por ciento predomina la atmósfera semifría húmeda con abundantes lluvias en verano. En el 44 por ciento de la demarcación hay clima semifrío subhúmedo con lluvias en verano, de mayor humedad.
De este modo, el clima varía de templado subhúmedo en la parte Norte a semifrío subhúmedo conforme aumenta la altitud hasta tornarse semifrío húmedo en las partes más altas.
| Parámetros climáticos promedio de Tlalpan - Zona Centro (1951-2010) | Parámetros climáticos promedio de Tlalpan - Zona Centro (1951-2010) | Parámetros climáticos promedio de Tlalpan - Zona Centro (1951-2010) | Parámetros climáticos promedio de Tlalpan - Zona Centro (1951-2010) | Parámetros climáticos promedio de Tlalpan - Zona Centro (1951-2010) | Parámetros climáticos promedio de Tlalpan - Zona Centro (1951-2010) | Parámetros climáticos promedio de Tlalpan - Zona Centro (1951-2010) | Parámetros climáticos promedio de Tlalpan - Zona Centro (1951-2010) | Parámetros climáticos promedio de Tlalpan - Zona Centro (1951-2010) | Parámetros climáticos promedio de Tlalpan - Zona Centro (1951-2010) | Parámetros climáticos promedio de Tlalpan - Zona Centro (1951-2010) | Parámetros climáticos promedio de Tlalpan - Zona Centro (1951-2010) | Parámetros climáticos promedio de Tlalpan - Zona Centro (1951-2010) | Parámetros climáticos promedio de Tlalpan - Zona Centro (1951-2010) |
| Mes                                                                 | Ene.                                                                | Feb.                                                                | Mar.                                                                | Abr.                                                                | May.                                                                | Jun.                                                                | Jul.                                                                | Ago.                                                                | Sep.                                                                | Oct.                                                                | Nov.                                                                | Dic.                                                                | Anual                                                               |
| ------------------------------------------------------------------- | ------------------------------------------------------------------- | ------------------------------------------------------------------- | ------------------------------------------------------------------- | ------------------------------------------------------------------- | ------------------------------------------------------------------- | ------------------------------------------------------------------- | ------------------------------------------------------------------- | ------------------------------------------------------------------- | ------------------------------------------------------------------- | ------------------------------------------------------------------- | ------------------------------------------------------------------- | ------------------------------------------------------------------- | ------------------------------------------------------------------- |
| Temp. máx. abs. (°C)                                                | 28.5                                                                | 30.5                                                                | 33.5                                                                | 38.5                                                                | 35.5                                                                | 36.0                                                                | 30.5                                                                | 30.0                                                                | 29.0                                                                | 29.5                                                                | 29.0                                                                | 27.5                                                                | 38.5                                                                |
| Temp. máx. media (°C)                                               | 21.0                                                                | 22.3                                                                | 24.8                                                                | 25.4                                                                | 25.2                                                                | 23.8                                                                | 22.6                                                                | 22.6                                                                | 22.0                                                                | 22.1                                                                | 21.4                                                                | 20.4                                                                | 22.8                                                                |
| Temp. media (°C)                                                    | 12.7                                                                | 13.8                                                                | 15.9                                                                | 17.0                                                                | 17.5                                                                | 17.3                                                                | 16.4                                                                | 16.4                                                                | 16.2                                                                | 15.5                                                                | 13.9                                                                | 12.8                                                                | 15.5                                                                |
| Temp. mín. media (°C)                                               | 4.5                                                                 | 5.4                                                                 | 7.0                                                                 | 8.6                                                                 | 9.8                                                                 | 10.7                                                                | 10.2                                                                | 10.2                                                                | 10.4                                                                | 8.9                                                                 | 6.5                                                                 | 5.1                                                                 | 8.1                                                                 |
| Temp. mín. abs. (°C)                                                | -5.0                                                                | -1.0                                                                | -2.0                                                                | 2.0                                                                 | 4.5                                                                 | 6.0                                                                 | 6.0                                                                 | 5.0                                                                 | 2.5                                                                 | 1.0                                                                 | -0.2                                                                | -3.5                                                                | -5.0                                                                |
| Precipitación total (mm)                                            | 10.9                                                                | 5.3                                                                 | 10.3                                                                | 25.1                                                                | 69.5                                                                | 163.6                                                               | 217.9                                                               | 214.1                                                               | 192.2                                                               | 79.4                                                                | 15.1                                                                | 5.3                                                                 | 1008.7                                                              |
| Días de precipitaciones (≥ 0.1 mm)                                  | 1.6                                                                 | 1.5                                                                 | 2.2                                                                 | 5.7                                                                 | 10.9                                                                | 16.2                                                                | 21.0                                                                | 20.6                                                                | 18.0                                                                | 9.0                                                                 | 2.8                                                                 | 1.3                                                                 | 110.8                                                               |
| Fuente: Servicio Meteorológico Nacional (México)                    |                                                                     |                                                                     |                                                                     |                                                                     |                                                                     |                                                                     |                                                                     |                                                                     |                                                                     |                                                                     |                                                                     |                                                                     |                                                                     |

| Parámetros climáticos promedio de Tlalpan - Zona del Ajusco (1951-2010) | Parámetros climáticos promedio de Tlalpan - Zona del Ajusco (1951-2010) | Parámetros climáticos promedio de Tlalpan - Zona del Ajusco (1951-2010) | Parámetros climáticos promedio de Tlalpan - Zona del Ajusco (1951-2010) | Parámetros climáticos promedio de Tlalpan - Zona del Ajusco (1951-2010) | Parámetros climáticos promedio de Tlalpan - Zona del Ajusco (1951-2010) | Parámetros climáticos promedio de Tlalpan - Zona del Ajusco (1951-2010) | Parámetros climáticos promedio de Tlalpan - Zona del Ajusco (1951-2010) | Parámetros climáticos promedio de Tlalpan - Zona del Ajusco (1951-2010) | Parámetros climáticos promedio de Tlalpan - Zona del Ajusco (1951-2010) | Parámetros climáticos promedio de Tlalpan - Zona del Ajusco (1951-2010) | Parámetros climáticos promedio de Tlalpan - Zona del Ajusco (1951-2010) | Parámetros climáticos promedio de Tlalpan - Zona del Ajusco (1951-2010) | Parámetros climáticos promedio de Tlalpan - Zona del Ajusco (1951-2010) |
| Mes                                                                     | Ene.                                                                    | Feb.                                                                    | Mar.                                                                    | Abr.                                                                    | May.                                                                    | Jun.                                                                    | Jul.                                                                    | Ago.                                                                    | Sep.                                                                    | Oct.                                                                    | Nov.                                                                    | Dic.                                                                    | Anual                                                                   |
| ----------------------------------------------------------------------- | ----------------------------------------------------------------------- | ----------------------------------------------------------------------- | ----------------------------------------------------------------------- | ----------------------------------------------------------------------- | ----------------------------------------------------------------------- | ----------------------------------------------------------------------- | ----------------------------------------------------------------------- | ----------------------------------------------------------------------- | ----------------------------------------------------------------------- | ----------------------------------------------------------------------- | ----------------------------------------------------------------------- | ----------------------------------------------------------------------- | ----------------------------------------------------------------------- |
| Temp. máx. abs. (°C)                                                    | 24.5                                                                    | 24.0                                                                    | 26.0                                                                    | 29.0                                                                    | 27.0                                                                    | 24.0                                                                    | 23.5                                                                    | 30.5                                                                    | 22.0                                                                    | 26.0                                                                    | 21.5                                                                    | 21.5                                                                    | 30.5                                                                    |
| Temp. máx. media (°C)                                                   | 15.3                                                                    | 16.3                                                                    | 18.3                                                                    | 19.3                                                                    | 19.2                                                                    | 17.6                                                                    | 16.2                                                                    | 16.5                                                                    | 15.9                                                                    | 16.1                                                                    | 15.8                                                                    | 15.4                                                                    | 16.8                                                                    |
| Temp. media (°C)                                                        | 9.1                                                                     | 10.0                                                                    | 11.7                                                                    | 13.1                                                                    | 13.4                                                                    | 12.6                                                                    | 11.6                                                                    | 11.9                                                                    | 11.6                                                                    | 11.1                                                                    | 10.2                                                                    | 9.7                                                                     | 11.3                                                                    |
| Temp. mín. media (°C)                                                   | 2.8                                                                     | 3.7                                                                     | 5.2                                                                     | 6.9                                                                     | 7.6                                                                     | 7.6                                                                     | 7.1                                                                     | 7.4                                                                     | 7.3                                                                     | 6.2                                                                     | 4.6                                                                     | 3.9                                                                     | 5.9                                                                     |
| Temp. mín. abs. (°C)                                                    | -6.0                                                                    | -3.0                                                                    | -3.0                                                                    | -2.0                                                                    | 3.0                                                                     | 1.0                                                                     | 2.0                                                                     | 2.5                                                                     | 0.0                                                                     | -1.5                                                                    | -4.0                                                                    | -5.5                                                                    | -6.0                                                                    |
| Precipitación total (mm)                                                | 16.3                                                                    | 10.5                                                                    | 14.8                                                                    | 36.1                                                                    | 93.0                                                                    | 203.7                                                                   | 223.5                                                                   | 231.3                                                                   | 203.4                                                                   | 76.0                                                                    | 12.2                                                                    | 9.0                                                                     | 1129.8                                                                  |
| Días de precipitaciones (≥ 0.1 mm)                                      | 2.0                                                                     | 2.1                                                                     | 3.3                                                                     | 6.6                                                                     | 12.9                                                                    | 18.6                                                                    | 23.6                                                                    | 21.9                                                                    | 19.9                                                                    | 9.3                                                                     | 3.3                                                                     | 2.0                                                                     | 125.5                                                                   |
| Fuente: Servicio Meteorológico Nacional (México)                        |                                                                         |                                                                         |                                                                         |                                                                         |                                                                         |                                                                         |                                                                         |                                                                         |                                                                         |                                                                         |                                                                         |                                                                         |                                                                         |

### Orografía

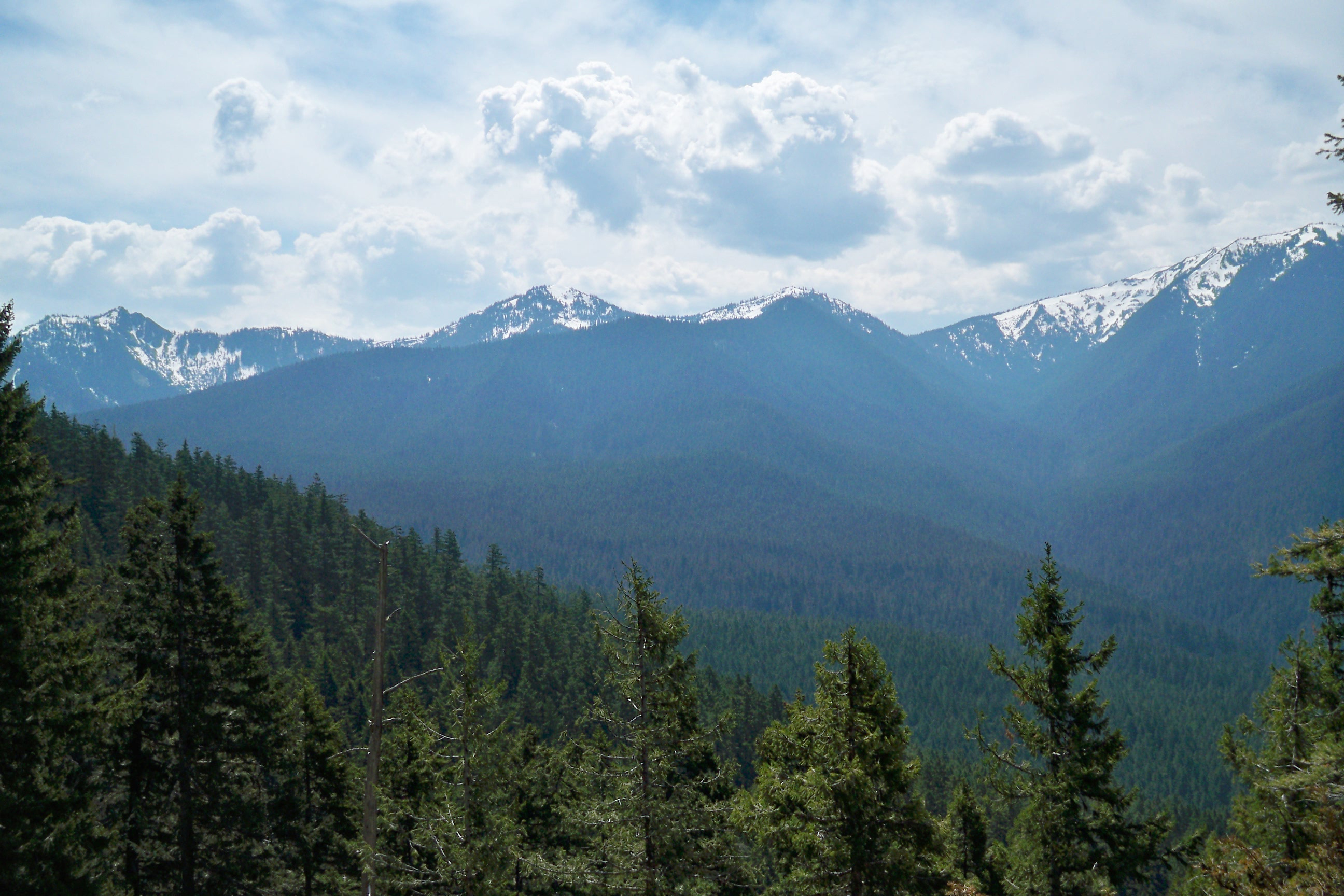
El Ajusco se encuentra en territorio tlalpense.

En la parte sur de la delegación se encuentra la Sierra de Ajusco-Chichinauhtzin, donde se conservan las principales áreas boscosas de Ciudad de México, así como quince montañas mayores a tres mil metros de altura. En estas se incluyen: el cerro de la Cruz del Marqués con 3.930 metros, y el cerro Pico del Águila, con 3.880 metros, siendo las dos elevaciones de mayor altura en la demarcación y que a su vez forman parte del volcán extinto Ajusco.
En este sistema orográfico, se encuentran también: el volcán el Pelado, el volcán Oyameyo y el Xitle. Este último, un cono volcánico cuyo nombre en náhuatl significa ombligo, es un lugar de esparcimiento muy conocido por la gente de Tlalpan e inclusive de otras delegaciones del Distrito Federal. Concurren a él sobre todo aficionados al montañismo y ecoturismo.[cita requerida]
También forman parte del sistema una serie de valles y llanos como: Llano del Vidrio, Llano del Quepil, Valle del Malacatepec, Valle del Tezontle y Valle de la Cantimplora. Todos ellos tienen acceso desde la carretera Picacho-Ajusco y atraen a habitantes de Ciudad de México y alrededores como sitios de recreación y esparcimiento.
Estos sitios te permiten actividades recreativas y conocer el ecosistema que se encuentra alrededor del Ajusco.

### Hidrografía
La red hidrográfica está formada por arroyos de carácter intermitente que por lo general recorren cortos trayectos para perderse en las áreas con mayor grado de permeabilidad.
Actualmente sólo existen los cauces de los que fueron ríos de caudal importante: San Buenaventura y San Juan de Dios.
La fuente nutriente del San Buenaventura fue el Pedregal del Xitle, al sur de este volcán. Ambos ríos sólo vuelven a formar su caudal en la temporada de lluvias por las corrientes de agua que bajan de los cerros y fertilizan los llanos de Tlalpan.
El río San Buenaventura corre de oeste a este y el San Juan de Dios de sur a norte. El primero se junta con el lago de Xochimilco, por Tomatlán y enfila a Ciudad de México con el nombre de Canal de la Viga. Al río San Juan de Dios se le une un río afluente que desciende del Pedregal del Xitle.
Cerca del pueblo de Parres pasa el río del mismo nombre, cuyo origen se encuentra en el cerro Caldera El Guarda. A este río se le unen también las corrientes de lluvia del cerro Oyameyo y
desemboca finalmente en la presa de San Lucas, Xochimilco.
El río Eslava es intermitente, tiene cauce fijo y limita a las delegaciones Tlalpan y Magdalena Contreras.

## Naturaleza
Debido a la extensión territorial de Tlalpan y que en su mayoría es suelo de conservación, cuenta con la mayor biodiversidad de Ciudad de México. En su territorio existen grandes extensiones boscosas como las del Bosque de Tlalpan, que alojan flora y fauna endémica.

### Flora
Está constituida por el llamado palo loco (Pittocaulon praecox) el cual existe de forma extensa y cubre todo el Pedregal. Esta especie es una variedad de matorral heterogéneo con diferencias de su composición floral. También se produce pirul y encino de varias especies duras principalmente. Le sigue la variedad del pino, al sur y sureste del Xitle, y en las regiones altas del Ajusco. Por último se dan variedades de ocote, jacalote, oyamel y aile. En las zonas montañosas se hallan los bosques de coníferas y diversas especies de cedros. La vegetación arbórea está integrada por el madroño, cuchara y huejote. Solamente en las cimas de los cerros crece una variedad de helechos y musgos. También crece de manera abundante el zacate grueso, zacatón de cola de ratón, zacayumaque, zacate blanco, pasto de escoba y pasto amarillo. Dentro de los matorrales, crece jarilla verde, limoncillo, zarzal escoba o perlilla, chia, hediondilla y mejorana.

### Fauna
- Fauna silvestre: tlacuache, conejo, ardilla, armadillo, cacomixtle y tuza, rana de Moctezuma, víbora de cascabel, cincuate, zacatuche, rana de árbol, rata canguro, colibrí, gorrión, comadreja, mapache. En regiones altas y apartadas de lo urbano existen mamíferos como el zorrillo y el coyote.[9]

## Geografía urbana

### División territorial
La alcaldía Tlalpan se encuentra dividida en 178 colonias, 10 pueblos, 7 barrios y un parque nacional.
Tlalpan colinda al norte con las delegaciones La Magdalena Contreras, Álvaro Obregón y Coyoacán. Al Oriente con Xochimilco y Milpa Alta; al sur con los municipios de Huitzilac (Morelos) y Tianguistenco (Estado de México). Al Poniente otra vez con Tianguistenco y con Xalatlaco y Ocoyoacac, del mismo estado, así como con La Magdalena Contreras.

## Fraccionamientos y Zonas en Tlalpan
Tlalpan tiene demasiados fraccionamientos, algunos de ellos, tienen gran exclusividad y son muy prestigiados, no nada más para Tlalpan sino también para la Ciudad de México. Posee zonas conocidas por toda la ciudad, como son El Pedregal de San Ángel, Coapa, Tepepan, entre otros.
De los fraccionamientos más importantes y exclusivos en Tlalpan están:
- - Jardines del Pedregal
  - Jardines de la Montaña
  - Bosques de Tlalpan
  - Jardines del Ajusco
  - Vergel de Coyoacán

Entre otros.

### Zonas
Algunas de las zona más conocidas en Tlalpan y algunas en toda Ciudad de México son:
- Pedregal: Las colonias más conocida en el Pedregal son:
  - Fuentes del Pedregal
  - Pedregal de San Ángel
  - Jardines en la Montaña

Entre otras colonias.
En la delegación están, entre otras, las colonias Tlalpan Centro, Toriello Guerra, Miguel Hidalgo (y su ampliación), Fuentes Brotantes, Tepeximilpa, Tepetongo, Mesa de los Hornos, Cruz del Farol, Paraje 38, Pedregal de Santa Úrsula Xitla, La Fama, Santísima Trinidad, Volcanes, Tlalcoligia, La Joya, Pedregal del Lago, Pedregal de San Nicolás, Fuentes del Pedregal, Parques del Pedregal, Jardines en la Montaña, Jardines del Ajusco, Héroes de Padierna, Lomas de Padierna, Pueblo Quieto, Isidro Fabela, y la zona de Villa Coapa (Prado Coapa 3.ª Sección, Rinconada Coapa, etc.), Belisario Domìnguez Sección XVI. Recientemente, a través de un largo proceso, la colonia Valle Verde, que anteriormente era parte de Xochimilco, es parte ya de la delegación Tlalpan.
- Coapa: Coapa es sin duda una zona muy conocida en Tlalpan, algunas de las colonias dentro de esta zona llevan el mismo nombre de Coapa, algunas de las colonias más conocidas son:
  - Villa Coapa
  - Prados Coapa 3.ª sección
  - Prado Coapa 2.ª sección
  - Vergel Coapa
  - Narciso Mendoza
  - Granjas Coapa
  - Entre otros.

- Huipulco: Es otra zona muy conocida de Tlalpan en la que abundan las zapaterías entre otras.

- San Fernando: Es una zona en la que se encuentra la Zona de Hospitales. Ahí están hospitales de gran importancia nacional y también internacional, como es el Hospital de Cardiología, Cancerologia, entre otros.

- San Juan: Conocida también como Colonias San Juan de Dios, es una zona de Tlalpan. En ella se encuentran universidades de gran prestigio nacional e internacional, como son el Tecnológico de Monterrey Campus Ciudad de México, Ia Universidad del Valle de México, La Universidad del Pedregal entre otras. Algunas de las colonias más importante de San Juan son:
  - Hacienda de San Juan
  - Villa Lázaro Cárdenas
  - Chimalli
  - Arboledas del sur

- Tepepan: Está zona se divide entre las Delegaciones Tlalpan y Xochimilco, al igual que muchas de las anteriores, Tepepan es también mayormente una zona residencial. También se encuentra en esta zona algunas instituciones como la ESCA Unidad Tepepan del Instituto Politécnico Nacional, oficinas del Instituto Mexicano de la Propiedad Industrial (IMPI), así como la sede central del Instituto Nacional Electoral (INE). Algunas de las colonias más importantes de Tepepan son:
  - Colinas del Bosque
  - Arenal de Tepepan
  - Privadas en el Arenal

- Santa Úrsula: Se le conoce también por su cercanía a la Universidad Nacional Autónoma de México.

Entre otras colonias. En la delegación están, entre otras, las colonias Tlalpan Centro, Toriello Guerra, Miguel Hidalgo (y su ampliación), Fuentes Brotantes, Tepeximilpa, Tepetongo, Mesa de los Hornos, Cruz del Farol, Paraje 38, Pedregal de Santa Úrsula Xitla, La Fama, Santísima Trinidad, Volcanes, Tlalcoligia, La Joya, Pedregal del Lago, Pedregal de San Nicolás, Fuentes del Pedregal, Parques del Pedregal, Jardines en la Montaña, Jardines del Ajusco, Héroes de Padierna, Lomas de Padierna, Pueblo Quieto, Isidro Fabela, y la zona de Villa Coapa (Prado Coapa 3.ª Sección, Rinconada Coapa, etc.), Belisario Domínguez Sección XVI. Recientemente, a través de un largo proceso, la colonia Valle Verde, que anteriormente era parte de Xochimilco, es parte ya de la delegación Tlalpan, entre otras zonas en Tlalpan.

## Pueblos y Barrios Originarios
Pueblos

### San Lorenzo Huipulco
San Lorenzo Huipulco es un Pueblo Originario de la alcaldía Tlalpan, en Ciudad de México, reconocido por el Consejo de Pueblos y Barrios Originarios de La CDMX en el año 2016, y ante la Gaceta oficial del 17 de abril de 2017 de Ciudad de México. después de 40 años de haber perdido su identidad como pueblo Originario al igual que sus pueblos hermanos de San Agustín de las Cuevas y Chimalcoyoc.
El origen del pueblo data de la época prehispánica. El nombre tradicional completo del náhuatl es: Huitzpu(o)lco, palabras de tres sílabas que se puede transcribir con dos glifos, ya que el sonido o sílaba final, terminación del lugar no se escribe, y significa: lugar en donde se destruyen las espinas sagradas de auto sacrificio. Sino sería dable interpretarlo como "Donde hay espinotas" (huitztli: espina; -pol / -pul: aumentativo despectivo; -co: donde hay). Dado a la difícil pronunciación, los españoles lo cambiaron a como actualmente aparece.

### San Agustín de las Cuevas Tlalpan
Villa de Tlalpan, San Agustín de las Cuevas, Ciudad de Tlalpan o como es más conocida hoy Tlalpan es una de las poblaciones más antiguas del Distrito Federal, incluso anterior a la Ciudad de México. Fue una de las ciudades principales del sur del valle de México en la época prehispánica, fundada al igual por indígenas nahuas xochimilcas como por tepanecas. Estuvo bajo ambos señoríos, hasta que junto con Xochimilco fue conquistada por los mexicas tenochcas. Como otras tantas ciudades se alió a los españoles contra los mexicas. Luego de la conquista volvió a estar bajo la jurisdicción de Xochimilco, hasta que se fue elevado a villa con el nombre de San Agustín de las Cuevas y se le dio un territorio propio. Después de la independencia, al crearse el Distrito Federal en 1824, fue la tercera capital del Estado de México y elevada a la categoría de Ciudad, pero al estar muy cerca de la Ciudad de México se mudaron los poderes estatales a la ciudad de Toluca de Lerdo. En el siglo XX se le volvió a nombrar comúnmente solo como Tlalpan. Hoy en día es referida por muchos como una simple colonia o barrio de Ciudad de México con gran atractivo turístico.
La Plaza de la Constitución es el sitio principal. El kiosco de techumbre cónica y su jardín datan de 1872; las bancas fueron donadas por los vecinos. La calle Juárez, era conocida a principios del siglo xx como la calle de los Burritos, porque entre las calles Allende y Victoria amarraban a burros y mulas. La casa Frissac es una imponente residencia del siglo XIX, construida por Jesús Pliego Frissac, entonces Presidente Municipal de Tlalpan en 1900, también fue casa de campo de la familia del presidente Adolfo López Mateos. El Mercado de la Paz tiene más de un siglo de vida, y es el único en ciudad que conserva su fachada original.
Oficialmente no se llama o existe el Centro histórico de Tlalpan. El nombre oficial es Zona Centro de Tlalpan como lo indica el decreto de creación y el programa de desarrollo de esa Zona Especial de Desarrollo.

### Santa Úrsula Xitla
Santa Úrsula Xitla (< náhuatl Xictli «ombligo»; Santa Úrsula Virgen y Mártir en las faldas del Cerro del Xitle) es un Pueblo Originario de la alcaldía Tlalpan, en la Ciudad de México, reconocido por el Consejo de Pueblos y Barrios Originarios de La CDMX en el año 2010, y ante la Gaceta oficial del 17 de abril de 2017 de Ciudad de México. después de 40 años de haber perdido su identidad como pueblo Originario. Su nombre nativo podría interpretarse como una forma abreviada de Xi(c)tlicxitlan, "A los pies del Xitle, en la base del Xitle" (postposición -icxitlan).
El templo de Santa Úrsula Xitla, data del sigo XVI y resguarda la escultura de Santa Úrsula Virgen y Mártir, patrona de esta comunidad, así como del Santo Cristo de Xitla, ambas esculturas fabricadas por manos indígenas que datan de tiempos de la conquista. 
Se destaca que en torno a esta iglesia, cada colonia del pueblo originario tiene una fiesta patronal, pero la Fiesta del Pueblo, como es reconocida entre sus habitantes, se celebra el 21 de octubre, donde además del fervor religioso, podemos disfrutar una celebración en grande, con danzas tradicionales, gastronomía típica de la región, juegos mecánicos y si corres con suerte, encontrarás la bebida de los dioses, pulque, el cual es producido en la comunidad que, en su momento le dio renombre.

### Chimalcóyoc
El Pueblo de Chimalcóyoc es uno de los Doce Pueblos Originarios de la Alcaldía Tlalpan, en Ciudad de México. El término de Chimalcóyoc proviene de los términos nahuas chimalli (escudo), coyoctic (agujereado) y -co (sufijo locativo), significando "Donde hay un escudo agujereado", como claramente expresa el glifo del pueblo. Fundado en 1532. Tras la conquista de los españoles recibió el nombre de Barrio de la Asunción Perteneciente a San Agustín de las Cuevas.

### San Pedro Mártir Texopalco
El pueblo de San Pedro Mártir Texopalco es uno de los doce pueblos originarios de ascendencia indígena de la alcaldía de Tlalpan, en la Ciudad de México. Texopalco (en la pintura azul), como se le conocía en la época prehispánica, habitada por los tepanecas. (Sin embargo, el nombre nativo oficial es Texopanco, "lugar sobre el que hay azur" (texotli: azur, mineral azul; pan: sobre; co: donde hay); el glifo asociado es el de un ánfora, verosímilmente el recipiente para contener el azur, pues sino podría interpretarse "Donde hay una bandera azul": texotli: azur; pantli: bandera; co: donde hay). 
San Pedro Mártir también es conocido como el “lugar de ocotes” ya que existe una gran cantidad de estos árboles en la región. Su nombre fue designado en honor al santo Pedro de Verona al cual fue dedicada una de las edificaciones más antiguas del lugar: la Parroquia de San Pedro de Verona Mártir.

### San Andrés Totoltepec
San Andrés Totoltepec es un pueblo de la alcaldía Tlalpan, en la Ciudad de México. En este bonito pueblo habitan 15000 personas, En épocas muy antiguas los nombres de los pueblos y lugares de México eran tomados de acuerdo a las características del lugar entre ellos Totol que significa Guajolote o Ave y de tepetl (cerro), de tal forma que su significado es: cerro del guajolotes o Cerro de Aves aunque con nuevos hallazgo en dicha lengua se ha optado de manera más propia al término Cerro de aves silvestres. La interpretación es "Cerro donde hay Aves" (o grosso modo, "Aves en el Cerro"), de tótotl (ave), tépetl (cerro) y -co (sufijo locativo).

### San Miguel Xicalco
San Miguel Xicalco es un pueblo localizado en la alcaldía de Tlalpan, en Ciudad de México. El significado que se da de Xicalco es ‘lugar de casas de chichia y piedra’, lo cual no corresponde con sus raíces, que son xicalli (jícara, calabaza para beber), calli (casa) y -co (sufijo locativo), significando "Casa(s) donde hay jícara(s)". Su capilla data del siglo XVII, y contiene un Cristo hecho de pasta de caña de maíz y una escultura del arcángel San Miguel. Cada año, en San Miguel Xicalco hay dos fiestas patronales a San Miguel Arcángel, el 8 de mayo y el 29 de septiembre.

### Santa María Magdalena Petlacalco
Santa María Magdalena Petlacalco o conocido simplemente como Magdalena Petlacalco es un Pueblo Originario de la alcaldía Tlalpan, en la Ciudad de México. El nombre prehispánico Petlacalco es de origen náhuatl y significa “Lugar de casas de petate” (petlatl, petate; calli, casa; -co, sufijo locativo) y su nombre religioso lo recibe a partir de la aparición de Santa María Magdalena quien según la tradición dice que solía aparecerse frecuentemente en las proximidades de la comunidad durante la época colonial El incidente se repitió tantas veces que el lugar adoptó su nombre, que es una combinación de María Magdalena y el petate en el que fue encontrada. 

Santa María Magdalena Petlacalco es un pueblo que tiene tradiciones y costumbres muy arraigadas de generación en generación por mencionar algunas tradiciones, las famosas ferias siendo la principal el 1 de enero día que dedican a la Santa Patrona y el 22 de julio la Titular.

### San Miguel Ajusco
San Miguel Ajusco es uno de los pueblos originarios de la alcaldía Tlalpan, en Ciudad de México. El nombre nativo proviene de Axochco, maltraducido oficialmente "Lugar de las flores de agua" (lo cual sería Axóchic), siendo su significado correcto "Donde brota el agua" (atl: agua; xochtli: brotado; -co: sufijo locativo). Cuenta con aproximadamente 25 649 habitantes y se encuentra a una altitud de 2900 metros sobre el nivel del mar. En la localidad, alrededor del 2,11% de los adultos hablan alguna lengua indígena. destaca por sus festividades en honor a su santo patrono San Miguel Arcángel, que según la tradición y las historias se apareció en tres ocasiones, se celebran dos fiestas en su honor, el 8 de mayo y el 29 de septiembre de cada año. Las festividades van desde las comidas familiares en las casas, la feria y sus juegos mecánicos, la quema de castillos y pirotecnia, rodeos, bailes públicos y las tradicionañes dnazas de chinelos y arrieros.

### Santo Tomás Ajusco
Santo Tomás Ajusco es un pueblo de la Alcaldía Tlalpan, ubicada en el sur de la Ciudad de México, a la altura del km 6 de la carretera México-Ajusco, a una altitud aproximada de 3000 m s. n. m.. El clima es benigno, con la temperatura media anual entre 10 °C y 12 °C. Se ubica aproximadamente en 19°13′16″N 99°11′41″O / 19.22111, -99.19472. 
Fue fundado en 1531 y recibió su escudo de armas en 1609. Fue uno de los ocho pueblos establecidos a comienzos de la etapa colonial con el objetivo de congregar a los indígenas de los pueblos nahuas y otomíes de la zona, en un territorio que previamente había estado dominado por los tepanecas de Azcapotzalco. 

En el Archivo General de la Nación se encuentra un registro llamado Testimonio de la fundación de Santo Tomás Ajusco, el cual concuerda con el original escrito en náhuatl.
La iglesia principal del pueblo data del siglo XVI y consta de un campanario y una sola nave. La portada es de cantera y presenta, en el cuerpo inferior, a los costados de la puerta, cuatro nichos con las imágenes de los cuatro evangelistas. El nicho central cuenta con una escultura del santo patrono, Santo Tomás Apóstol.  En el atrio se puede observar una piedra cúbica labrada de origen prehispánico, la cual asemeja a un cofre y es conocida como "El cuartillo", misma que originalmente fue trasladada desde la pirámide de Tequipa. 

Diversas capillas entre las que destacan las ubicadas en San Miguel Xicalco, San Miguel Ajusco y Santa María Magdalena Petlacalco dependen de esta parroquia.

### San Miguel Topilejo
San Miguel Topilejo es uno de los Pueblo Originarios que se encuentra ubicada al sur de la Ciudad de México, en la alcaldía Tlalpan, de origen Xochimilca y es considerado como uno de los doce pueblos de Tlalpan. El nombre Topilejo viene del náhuatl y significa el que lleva el bastón de mando precioso, como también tiene otro significado que es lugar de la abundancia de los palos para bordones o lugar donde se encuentran las varas de la justicia, este término proviene del náhuatl topilan. Topile era quien llevaba el topilli (bastón de mando); posiblemente el topónimo provenga de topilxiuh, "bastón de mando (topilli) color turquesa (xiuhtic)".

### Parres el Guarda
Parres el Guarda es un pueblo originario de la alcaldía Tlalpan, en la Ciudad de México, que se encuentra al sur del Distrito Federal colinda al norte con los pueblos de Santo Tomás Ajusco y San Miguel Topilejo, al oriente con San Salvador Cuauhtenco, al poniente con Xalatlaco, Estado de México y al sur con Tres Marías, Morelos.
El origen del nombre del pueblo es la hacienda que se localizaba en los alrededores del asentamiento, llamada El Guarda. Se dice que el nombre de la hacienda proviene del tiempo del segundo Imperio Mexicano, ya que la emperatriz Carlota usaba la hacienda como lugar de descanso cuando se dirigía de Ciudad de México a Cuernavaca. El nombre de Parres surge del nombre del dueño de la hacienda, el señor Juan de las Fuentes Parres. Durante la colonia se colocó un puesto de guardia en dicha hacienda, para el Camino Real y desde aquel momento se le empezó a conocer como “El Guarda”.

### Barrios
- Barrio de Caramagüey
- Barrio del Niño Jesús
- Barrio el Capulín
- Barrio el Truenito
- Barrio La Fama
- Barrio La Lonja
- Barrio San Fernando
- Barrio del Calvario
- Barrio San Marcos

## Equipamiento e infraestructura urbana

### Salud

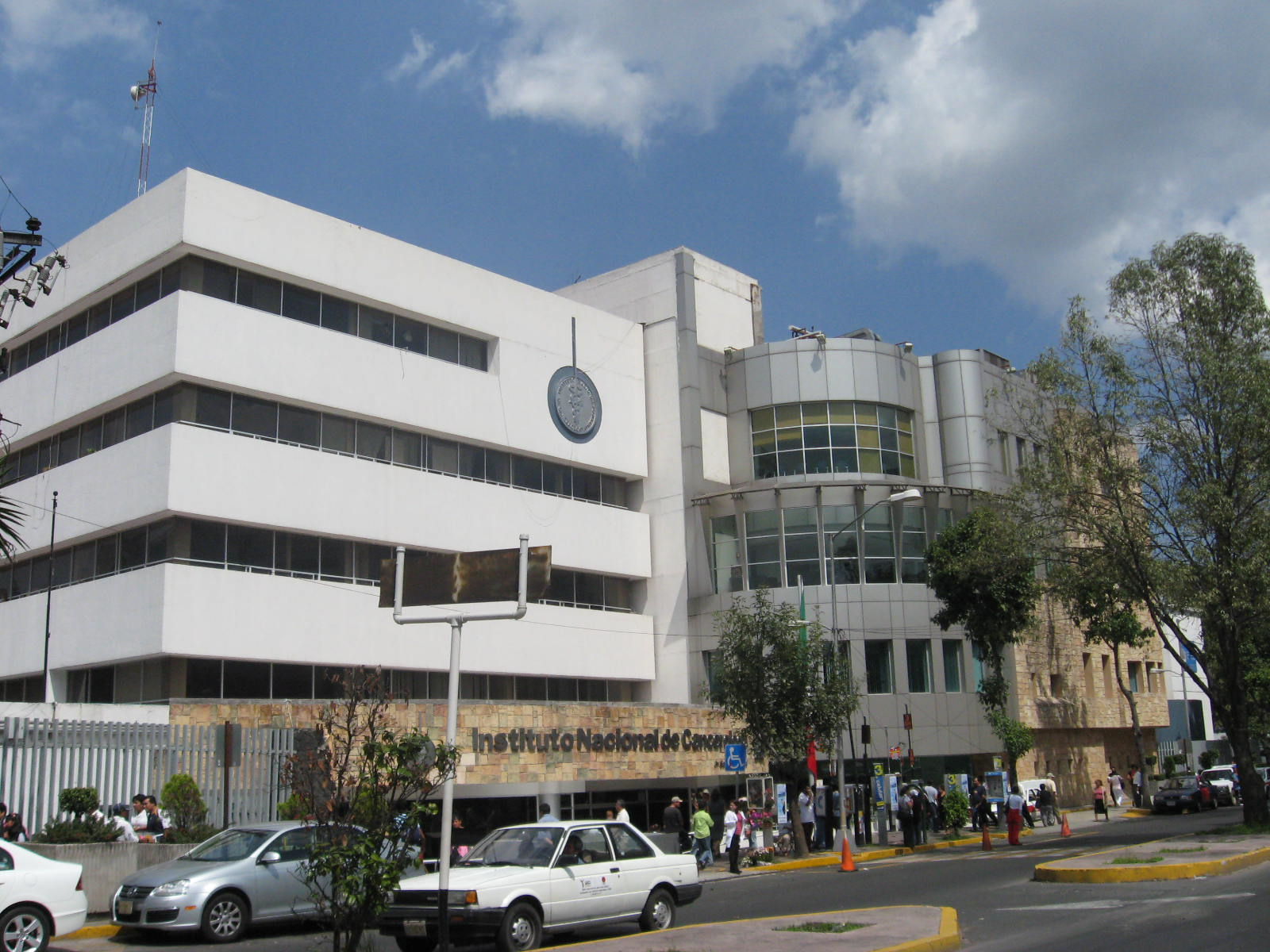
El Instituto Nacional de Cancerología (INCAN) es una de las instituciones médicas más importantes de México

La Alcaldía Tlalpan tiene una excelente infraestructura de salud, contando con instituciones de trascendencia internacional como son los Institutos Nacionales de Salud.
Institutos Nacionales de Salud
Son un conjunto de doce instituciones cuyo ámbito de acción comprende todo el territorio nacional y tienen como objetivo principal la investigación científica en el campo de la salud, la formación y capacitación de recursos humanos calificados y la prestación de servicios de atención médica de alta especialidad. En estas tres áreas los Institutos han destacado y han marcado la pauta de la atención a la salud, de la producción científica y de la calidad académica, no sólo en México sino en toda América Latina. La Delegación Tlalpan alberga a nueve de los doce Institutos Nacionales de Salud en el país, estos son:
- Instituto Nacional de Cancerología
- Instituto Nacional de Cardiología "Ignacio Chávez"
- Instituto Nacional de Ciencias Médicas y Nutrición "Salvador Zubirán"
- Instituto Nacional de Enfermedades Respiratorias "Ismael Cosío Villegas"
- Instituto Nacional de Medicina Genómica
- Instituto Nacional de Neurología y Neurocirugía "Manuel Velasco Suárez"
- Instituto Nacional de Psiquiatría Ramón de la Fuente Muñiz
- Instituto Nacional de Salud Pública
- Instituto Nacional de Rehabilitación
- Hospital General de Zona No.32 del Instituto Mexicano del Seguro Social

Otras instituciones
Otros hospitales y clínicas en la demarcación, son los siguientes:
| - Hospital General "Dr. Manuel Gea González" - Hospital Psiquiátrico de Agudos "Fray Bernardino Álvarez", - Clínica ISSSTE "Tlalpan", - Clínica ISSSTE "Fuentes Brotantes", - Clínica del IMSS no. 7 “Tlalpan”, - Hospital Central Sur de Alta Especialidad de PEMEX, - Hospital Médica Sur, - Clínica San Rafael Dejó de prestar sus servicios 2011. - Clínica de Emergencias Villa Coapa, - Clínica Tlalpan, - Hospital Materno Infantil "San Miguel Topilejo", - Larson Centro Capilar, - Hospital Jocardimi, | - Sanatorio Mary - Médica Vázquez, - Servicio Médico Merrel, - Clínica de Maternidad Médica Torre, - Sanatorio Servicios Médicos del Sur, - Clínica del Cristo del Pedregal, - Sanatorio de la Luz, - Clínica Miguel Hidalgo, - Clínica Mexicana de Geriatría, - Clínica Santísima Trinidad, - Médica Coapa Especialidades, - Instituto de Cirugía Sur, - Hospital Santa Teresita del Niño Jesús. - Hospital General Ajusco medio "Dra. Obdulia Rodríguez Rodríguez" |

### Escuelas Privadas en la Alcaldía Tlalpan
La Alcaldía Tlalpan también cuenta con una gran cantidad de escuelas privadas de gran reconocimiento nacional de Educación Primaria, Secundaria, Media Superior y Superior, las cuales ofrecen a sus estudiantes el crecimiento intelectual, artístico y deportivo, entre ellas destacan las siguientes.
- Instituto Tecnológico de Tlalpan
- Facultad Mexicana de Medicina (Universidad La Salle)
- Universidad La Salle, Unidad Santa Teresa
- Universidad del Valle de México (Campus Tlalpan) .
- Colegio Hispanoamericano.
- Instituto Tecnológico y de estudios superiores de Monterrey, Campus Ciudad de México.
- Universidad Pontificia de México.
- Universidad Intercontinental Plantel Sur.
- Universidad del Pedregal.
- Instituto Tlalpan
- Instituto de estudios superiores Nueva Inglaterra.
- Instituto Escuela del Sur S.C.
- Instituto Ángel M Corzo
- Richmond School Pedregal
- Colegio Agustín García Conde
- Colegio St. John´s
- Colegio Lestonnac de San Ángel A. C.
- Colegio Madrid
- Colegio México Bachillerato A. C.
- Colegio Gandhi
- Colegio Atenea
- Escuela Continental.
- Escuela Primaria María Eugenia Milleret
- Colegio Springfield
- Colegio Internacional Tlalpan
- Colegio Simón Bolívar (Lasallista)

## Patrimonio cultural inmaterial

### Gastronomía
El caldo tlalpeño tendría su origen en esta demarcación, si bien la historia del surgimiento y los ingredientes son sujetos a la tradición.

### Festividades

#### Fiestas de pueblos de la delegación
| Fecha                 | Festividad                         | Pueblos                                                     | Detalles |
| --------------------- | ---------------------------------- | ----------------------------------------------------------- | -------- |
| 1 de enero            | Santa María Magdalena              | Santa María Magdalena Petlacalco                            |          |
| 2 de febrero          | Virgen de la Candelaria            | Santo Tomas Ajusco                                          |          |
| I viernes de Cuaresma | Señor de la Columna                | Santa María Magdalena Petlacalco                            |          |
| 29 de abril           | San Pedro de Verona Mártir         | San Pedro Mártir Texopalco                                  |          |
| Mes de mayo           | Corpus Christi                     | San Andrés Totoltepec                                       |          |
| 8 de mayo             | San Miguel Arcángel                | San Miguel Ajusco, San Miguel Topilejo y San Miguel Xicalco |          |
| 3 de julio            | Santo Tomás apóstol                | Santo Tomás Ajusco                                          |          |
| 22 de julio           | Santa María Magdalena              | Santa María Magdalena Petlacalco                            |          |
| 10 de agosto          | San Lorenzo Diácono y Mártir.      | San Lorenzo Huipulco                                        |          |
| 28 de agosto          | San Agustín de Hipona              | San Agustín de las Cuevas                                   |          |
| 8 de septiembre       | Divina Infantita                   | Santa María Magdalena Petlacalco                            |          |
| Mes de septiembre     | Feria del elote                    | San Miguel Topilejo                                         |          |
| 29 de septiembre      | San Miguel Arcángel                | San Miguel Ajusco, San Miguel Topilejo y San Miguel Xicalco |          |
|                       |                                    |                                                             |          |
| 30 de noviembre       | San Andrés apóstol                 | San Andrés Totoltepec                                       |          |
| 8 de diciembre        | Virgen de la Inmaculada Concepción | Chimalcoyoc                                                 |          |
| 12 de diciembre       | Nuestra Señora de Guadalupe        | Parres el Guarda                                            |          |
| 21 de diciembre       | Santo Tomás apóstol                | Santo Tomás Ajusco                                          |          |

## Servicios públicos

### Recolección de basura
El proceso de la recolección de la basura en Tlalpan es llevado a cabo por la Dirección General de Servicio Urbanos. Una vez que recolecta la basura la canaliza en alguna de las dos plantas existentes: Tlalpan y/o Coyoacán.
Esta delegación tiene 7 camiones ecológicos denominados así ya que tienen doble tolva. La primera tolva tiene una capacidad de 3 toneladas y en ella se resguarda la basura orgánica. En tanto que la segunda tolva tiene capacidad para 4 toneladas y en ella se resguarda la basura inóganica.
En Tlalpan como en como en otras delegaciones del D.F. se lleva a cabo un programa denominado "Vamos a separar para respirar mejor" cuya finalidad es aprovechar los residuos orgánicos para fabricar composta.
Lamentablemente no se tiene suficiente educación ecológica y el bosque se encuentra muy sucio.
Sin embargo esta en nuestras manos el cuidarlo y mantenerlo relativamente limpio.

### Transporte y vialidad
Transporte público
A pesar de que la Ciudad de México cuenta con uno de los sistemas de transporte colectivo metro más extensos y con mayor número de usuarios del mundo, no existen estaciones del sistema dentro de la delegación Tlalpan.
Desde marzo de 2008, el transporte público está articulado por la línea 1 del Metrobús, que es un sistema de BRT (autobús de tránsito rápido por sus siglas en inglés). Ésta, corre por la avenida de los Insurgentes con siete estaciones en Tlalpan, que son:
- Villa Olímpica
- Corregidora
- Ayuntamiento
- Fuentes Brotantes
- Santa Úrsula
- La Joya
- El Caminero

Véase el Anexo:Estaciones del Metrobús de la Ciudad de México
En la delegación existen tres estaciones del tren ligero, controlado por el Servicio de Transportes Eléctricos del D. F.. Estas son:
- Huipulco
- Xomali
- Periférico

La delegación está cubierta por una amplia red de autobuses, microbuses y combis; que están bajo administración de la RTP (Red de transporte de pasajeros) o concesionado a particulares. Una extensa red de sitios de taxis cubren el territorio delegacional, contando con 44 sitios autorizados.
Vialidad
Las vialidades primarias se definen en el Distrito Federal como aquellas que facilitan el flujo del tránsito vehicular continuo o controlado por semáforo, entre distintas zonas de la ciudad, pudiendo ser vías de acceso controlado, viaductos, vías radiales, ejes viales y vías principales. A pesar de que las tres primeras están definidas, la última es vaga en su definición.
Con la consideración anterior, las vialidades primarias que pisan territorio tlalpanse, son: el Anillo Periférico, la Calzada de Tlalpan, el Eje 1 Oriente, el Eje 2 Oriente y el Eje 3 Oriente. Así mismo la Av. Insurgentes como vía principal.
Parte de la Ciclopista de Ciudad de México pasa por la Delegación, cruzando el pueblo de Parres hasta llegar al límite con e Estado de Morelos.

### Acceso al agua potable y drenaje
De acuerdo con el Censo de Población y Vivienda de 2010, INEGI, la Delegación tiene una cobertura de agua potable entubada del 99% del total de las viviendas particulares habitadas. Es decir, solo un 1% del total de la viviendas no tienen disponibilidad de agua entubada, pero se abastecen de hidrantes, de una llave pública, de otra vivienda, pipa, río o pozo. Con relación al drenaje, el 99% de las viviendas particulares habitadas tienen drenaje conectado a la red pública, fosa séptica, barranca, grieta, río, lago o mar, solo el 1% de las viviendas no cuentan con este servicio.

### Infraestructura militar
Heroico Colegio Militar
Se inauguró 13 de septiembre de 1976 en San Pedro Mártir, San Andrés Totoltepec y Santiago Tepalcatitlán, de la Delegación Tlalpan, D.F. Es la escuela de educación militar más importante del país, cuenta con 400 hectáreas destinadas para este fin. Dentro de sus instalaciones cuenta con: Biblioteca con 10,300 títulos, una red con 10 terminales conectadas a Internet, 88 salones de clases, dos laboratorios de física, dos laboratorios de química, laboratorios de Biología, laboratorios de Computación, siete laboratorios de Idiomas, cuatro aulas magnas, cuatro cajones de arena, una sala de dibujo y dormitorios. Depende de la Dirección General de Educación Militar y Rectoría de la Universidad del Ejército y Fuerza Aérea Mexicanos, tiene como misión formar oficiales del ejército.
El conjunto arquitectónico del Heroico Colegio Militar fue diseñado con reminiscencias de los centros ceremoniales prehispánicos, conjugando plazas y edificios que representan dioses y estructuras ceremoniales de la época precolombina.
En la actualidad se imparten carreras a nivel licenciatura, existen cinco ramas donde se especializan en el uso de las armas las cuales son: Infantería, Artillería, Caballería, Zapadores e Intendencia

### Educación
Preparatorias nacionales de la Escuela Nacional Preparatoria de Universidad Nacional Autónoma de México (UNAM):
- Escuela Nacional Preparatoria 5 "José Vasconcelos"[42]

Preparatorias públicas son:
- Escuela Preparatoria Tlalpan I "Gral. Francisco J. Múgica"
- Escuela Preparatoria Tlalpan II "Otilio Montaño"

Colegios internacionales:
- Campus Tlalpan de los Colegios Peterson (Peterson Schools)[43]
- Anteriormente la British American School (EN)[44]

Algunas escuelas secundarias generales públicas son:
N.º 195 "Tlamachihuapan".
Escuelas secundarias técnicas públicas son:
N.º 181 "Puerto de Alvarado"
Otros colegios privados:
- Colegio Alejandro Guillot[45]
- Colegio Franco Español (CFE, EN)[46]
- Instituto Escuela del Sur (IE, EN)[47]
- Plantel de secundaria y bachillerato del Colegio Princeton[48]
- Colegio Madrid[49]
- Colegio México Bachillerato[50]
- Colegio O'Farrill[51]
- La Escuela de Lancaster[52]
- Colegio Williams Campus Ajusco[53]
- Richmond School Pedregal[54]

Consejo Tutelar para menores (Escuela Correccional para Varones)
El terreno mide 40,000 metros cuadrados de superficie, la mayor parte de los cuales son destinados al cultivo de plantas y legumbres, lo que al mismo tiempo sirve de útil solaz a los corrigendos, con lo que se pretende que tomen cariño por la tierra, pasión muy poco desarrollada entre las personas que se educan en el medio ambiente de nuestra ciudad.
En el centro de este extenso terreno se construyó el edificio, nuevo desde sus cimientos y bastante amplio para contener el doble o más de los corrigendos confinados actualmente en la escuela. La distribución que se ha dado al edificio, responde perfectamente a las exigencias de la moderna educación penal. Las dependencias de que consta están distribuidas en dos pisos: en el primero están los talleres y las clases; estas últimas son de orfeón, de orquesta de banda, y las necesarias para impartir a los reclusos la instrucción primaria elemental y superior
En la planta alta hay 8 salones dormitorio grandes y bien ventilados, y dos más pequeños que se dedican a enfermería y servicio médico; este cuenta, además, con departamentos para botiquín, cuarto de practicantes y demás dependencias necesarias para un servicio médico completo.

## Sitios de interés
- Centro histórico de Tlalpan Callejones del centro histórico de Tlalpan

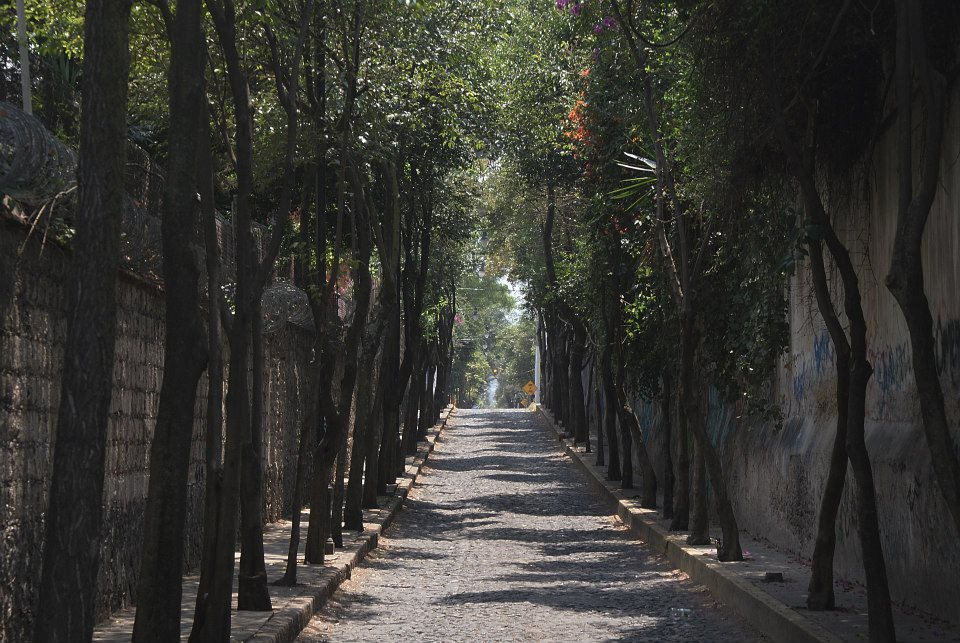
Callejones del centro histórico de Tlalpan

Iglesia de San Agustín de las Cuevas, Fundada y construida en el siglo XVI por los dominicos, la iglesia parroquial consta de tres naves y cuatro capillas, una enorme sacristía y un claustro. La Parroquia de San Agustín de las Cuevas, es una construcción con fachada del siglo XVII, sin embargo ha sido restaurada en varias ocasiones. Cuenta con una capilla dedicada a la Virgen del Rosario y un bautisterio.
HISTORIA
La primera edificación parroquial fue una pequeña iglesia cuya construcción se inició alrededor de 1532 y que hoy en día es la Capilla del Rosario, situada al lado Sur del Altar Mayor de la parroquia. Un siglo después, entre 1637 y 1647, el actual templo se construyó por los Frailes Franciscanos en el lugar donde habría estado el hospicio de los frailes dominicos. Hoy en día es la casa que alberga a San Agustín de las Cuevas.
Edificio delegacional, construido durante la administración del prefecto Don Ismael Zúñiga, a fines del siglo XIX, con mural de Roberto Rodríguez Navarro sobre la historia de la Delegación.
Museo de Historia de Tlalpan, casona donde se realizó la primera llamada telefónica de larga distancia en el país.
Parroquia de San Lorenzo Diácono y Mártir
Pueblo de San Lorenzo Huipulco
Parroquia de Santa Ursula Virgen y Mártir
colonia Santa Úrsula Xitla
Capilla de la Inmaculada Concepción Chimalcoyoc
Pueblo de Chimalcoyoc
Parroquia de San Pedro de Verona Mártir
Pueblo de San Pedro Mártir Texopalco
Parroquia de San Andrés Apóstol
Pueblo de San Andrés Totoltepec
Capilla de San Miguel Arcángel Xicalco
Capilla de Santa Maria Magdalena
Pueblo de Santa María Magdalena Petlacalco
Capilla de San Miguel Arcángel Ajusco
Parroquia Santo Tomas Apóstol
Pueblo de Santo Tomas Ajusco
Parroquia de San Miguel Arcángel Topilejo
Ex hacienda de Parres el Guarda
Callejones. Rincones empedrados donde se han filmado películas como Los Olvidados de Luis Buñuel
Casa de Moneda del Estado de México, que fuera casa del emperador Maxiliano, actualmente Escuela Secundaria diurna número 29. Edificio delegacional.
Árbol de los ahorcados en el jardín de la plaza central en el que fueron ejecutados los mártires tlalpenses que pelearon contra el segundo imperio de Maximiliano de Habsburgo
Capilla de las Capuchinas. Obra maestra de Luis Barragán por el manejo de la luz y los colores.
Mercado de la Paz Este mercado es probablemente de los únicos de la época porfirista se realizó entre el año de 1898 y 1900
Parque Juana de Asbaje  Se creó en 1999 en los terrenos del Sanatorio Psiquiátrico Floresta.
La Casa Frissac Residencia de finales del siglo XIX, construida por Jesús Pliego Frissac, dueño del lugar y rico hacendado, hoy es una galería de arte y cuenta con varios anexos donde se llevan a cabo actividades culturales.
- Miradores de la Ciudad de México

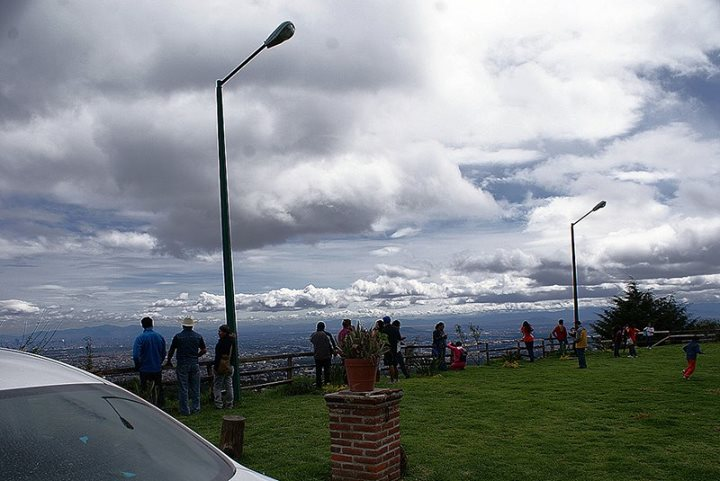
Mirador del Arenal Tlalpan

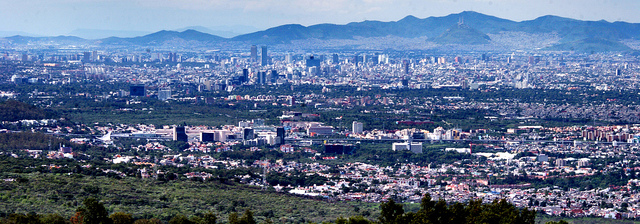
Mirador de Ciudad de México, que se encuentra donde fue el camino real México Acapulco de la época virreinal cerca de la ciclopista

Tlalpan cuenta con los mejores miradores de Ciudad de México
Mirador del Arenal  en Magdanela Petlacalco
Mirador del Camino Real México-Acapulco. Donde se encuentran los restos de lo que fue el camino de la época virreinal hacia Acapulco se encuentre este bello lugar, famoso ya que por ahí pasa la ciclopista en Totoltepec
Restaurante el Mirador Carretera Federal a cuernavaca famoso porque ahí se filmaron muchas películas
Mirador Las Cuevas del aire en San Miguel Xicalco
- Deportivos como:

Deportivo Rodolfo Sánchez Taboada - Cuenta dentro de las instalaciones zonas, recreativas, infantiles, canchas de fútbol soccer y fútbol rápido así como una enorme alberca que tiene instructores capacitados. También cuenta con registro civil una gran biblioteca y un jardín de niños entre muchas actividades culturales. Se encuentra ubicado en las calles de Muna e Izamal, en donde también se cuenta con una alberca semi olímpica.
Deportivo Vivanco - Cuenta con una alberca semi olímpica techada; dan clases de natación a niños y adultos además de contar con canchas de fútbol, de basquetbol y gimnasio al aire libre.
Centro de Formación y Desarrollo Deportivo (Ceforma), ubicado en la colonia Fuentes Brotantes.
- Centro comerciales como: Galerías Coapa, Plaza Inbursa (conocida como Plaza Cuicuilco), Pericoapa y Paseo Acoxpa.

El Mercado de Muebles Rùsticos Vasco de Quiroga. Se encuentra situado frente al Parque Loreto y Peña Pobre.
- Espacios Ambientales y recreativos.

Ciclopista de Ciudad de México en Tlalpan. Algo que la distingue de las demás es que, en su recorrido, pasa por bosques, cultivos y zonas de pastoreo; se encuentra alejada de la contaminación y el tránsito.
Centro de Educación Ambiental Ecoguardas: Se ubica sobre la carretera Picacho Ajusco y se caracteriza por ser un parque didáctico, donde a través de actividades al aire libre y visitas guiadas, se enseña la convivencia con el ambiente. Cuenta con miradores, aula audiovisual y campamentos.
En Tlalpan se ubica uno de los más grandes pulmones de la Cd. de México, el Ajusco y el bosque de Tlalpan, el cual alberga la Casa de la Cultura construida con piedras traídas de Francia.
Six Flags México: Parque de juegos mecánicos
Kidzania: Parque Temático donde los niños juegan como adultos
infantiles

## Parques y áreas naturales

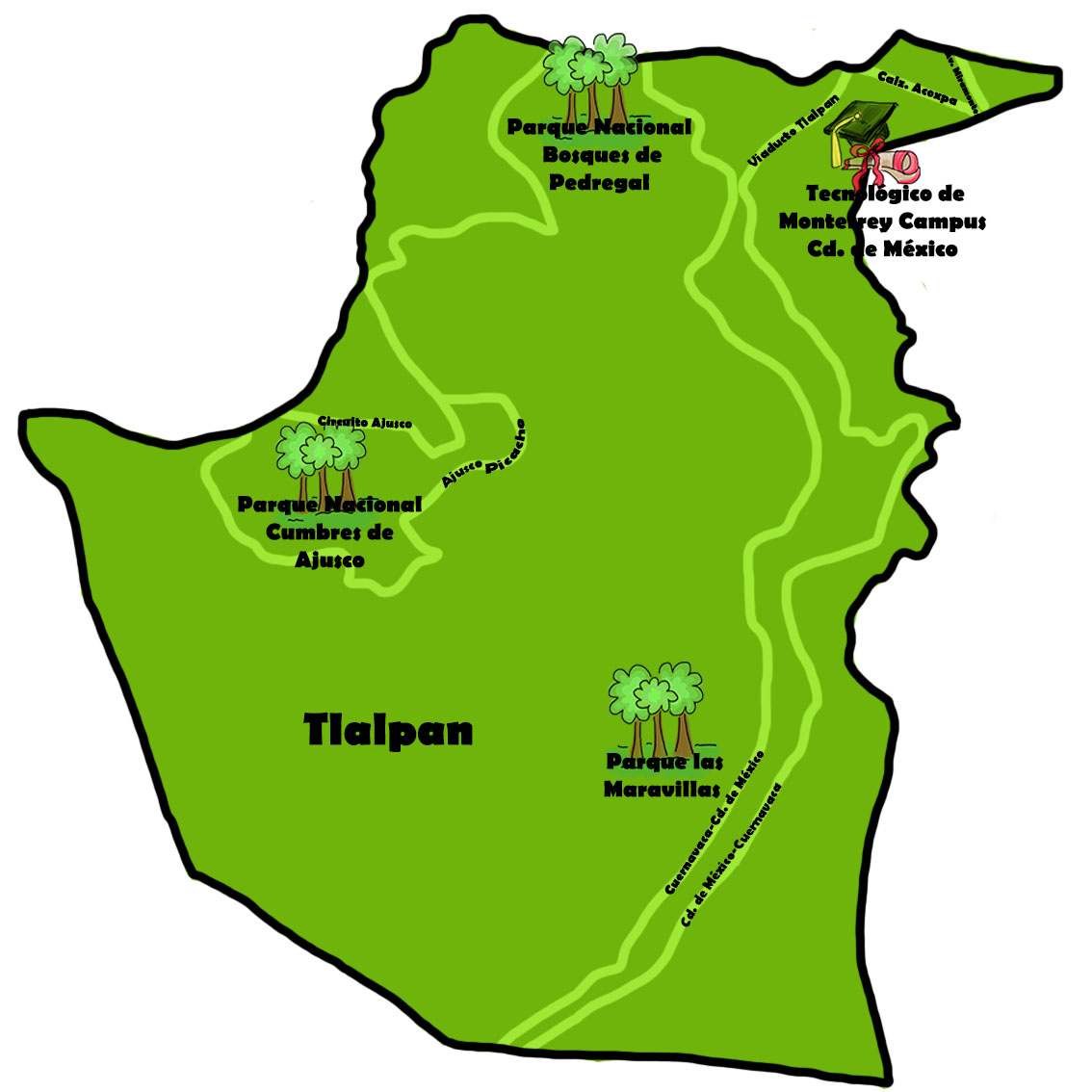
Mapa que muestra los lugares de interés en la delegación de Tlalpan

### Parques nacionales
- Bosque de Tlalpan (también conocido como parque nacional del Pedregal o Bosque del Pedregal). Antiguamente estos terrenos pertenecieron a la Fábrica de papel Loreto y Pobre de S.A., mismos que fueron adquiridos por el gobierno del D.F. Cuentan con una extensión de 252 hectáreas en las que se encuentran más de 206 especies de flora y más de 134 especies de fauna.[55]

Es principalmente un sitio que utilizan corredores, deportistas y los ciudadanos en general, debido a su extenso territorio en donde se puede apreciar cualquier cantidad de caminos y lugares, además de áreas de juegos, zonas de descanso, zoológico, cabañas y viveros. La historia del Bosque de Tlalpan inicio en 1935, con la forestación de los cerros Zacatepetl y Zacayuca, para lo que se instaló un vivero en la Hacienda de Peña Pobre, con plantas procedente de “La Venta”, Cuajimalpa, bajo la dirección del señor Alberto Lenz. Después de los viveros se estableció la Unidad Forestal de “Loreto y Peña Pobre” en el año de 1945, fecha en la que también se sembraron miles de árboles en el Ajusco. Las semillas que utilizaron en esta forestación provenían de Estados Unidos de América, Nueva Zelanda y Australia principalmente. En el año de 1968 el Bosque de Tlalpan, pasa a ser propiedad del Departamento del Distrito Federal y en este mismo año, fue extendido el bosque albergando de igual manera un mini–zoológico, viveros y cabañas. Al igual de lugares de esparcimiento para los trabajadores que se dedicaban al cuidado y combatir los incendios.
En el bosque se halla la Casa de la Cultura de Tlalpan. Este recinto se construyó en 1988 según un proyecto del ingeniero Pedro Ramírez Vázquez. La fachada proviene de la antigua Casa de las Bombas, construida en 1907 por el ingeniero Alberto J. Pani, ubicada entre las calles Juanacatlán y Tacubaya, colonia Condesa, Distrito Federal. En 1975 la fachada fue removida pieza por pieza y trasladada al Bosque de Tlalpan.
Para promover la concientización del medio ambiente se realizan campañas, visitas escolares y cursos de verano, los cuales son respaldados por la Comisión Nacional de la Biodiversidad (CONABIO) y La Comisión Nacional de Áreas naturales Protegidas (CONANP).
- Parque nacional Fuentes Brotantes. Av. insurgentes Sur y Camino a Fuentes Brotantes, Col. Fuentes Brotantes, C.p. 14410. Fue declarado parque nacional el 28 de septiembre de 1936 por decreto del entonces presidente Lázaro Cárdenas, sobre parte de los terrenos que conformaban el rancho Teochihuitl y la barranca donde se originaban varios manantiales que le dieran fama de belleza natural al lugar, Comprende la superficie de una barranca cercana al centro histórico de Tlalpan, a una altitud de 2,250 metros sobre el nivel del mar, desde las faldas del Ajusco, la cual pertenece al sistema montañoso que se conoce como la Sierra de Ajusco-Chichinauhtzin que limita al Sur el Valle de México.

- Parque ecológico de Ciudad de México. Carretera Picacho-Ajusco km 6,5, entrando por paseo de los Girasoles, pueblo de San Andrés Totoltepec, C.p. 14749.

- Las ruinas del Pedregal: Av. Bosques, entrando por carretera Ajusco Picacho después de la antena de Canal 13. C.P. 14100.
- Parque nacional Cumbres del Ajusco. El nombre Ajusco proviene del nahuatl, de la palabra "Axochco" que significa "Floresta de Agua". El Ajusco es un cerro aislado, de 1,700 metros de altura sobre el nivel de la Cuenca de México y de casi 4,000 metros sobre el nivel del mar. El trazo de su base es casi circular y en su superficie alcanza unos 9 kilómetros de diámetro. Se encuentra ubicado en el Distrito Federal, en la Delegación de Tlalpan, dentro de las siguientes coordenadas geográficas: 19° 12′ y 19° 12′ 50″ latitud norte y 99°14′35″ y 99° 16′ 20″ longitud oeste.

### Zonas ecoturísticas
- La zona arqueológica Cuicuilco, con una estructura circular de 110 m de diámetro y 26 m de altura, que da testimonio del primer asentamiento humano estable y con una organización social desarrollada. Existen en el sitio los restos de múltiples edificios religiosos y habitacionales, e incluso los restos del sistema hidráulico. Fue abandonado a raíz de la erupción del Xitle, formándose una capa de lava que cubrió parcial o totalmente las estructuras arquitectónicas cívico-ceremoniales y habitacionales de la ciudad, cuya extensión se infiere llegó a cerca de 400 hectáreas.
- Cueva del Muerto: ubicado en el km 45 por la Carretera Federal a Cuernavaca, en los límites con el estado de Morelos.
- El arenal:Ubicado en el kilómetro 3 de la Av. México-Ajusco en el pueblo de La Magdalena Petlacalco. Es una duna de arena formada por la ceniza del volcán Xitle. A pesar de su clima desértico tiene la característica de ser una tierra muy fértil. Su arena es permeable (no se pega). En estudios realizados se encontró que es terapéutica, ya que en niños con el pie plano, el caminar sobre ella le va formando el arco.
- Llano de la Viuda: ubicado en el km 36.5, sobre la Carretera Federal a Cuernavaca entre los límites de Parres y Topilejo.

- San Andrés Totoltepec celebra su feria anual en honor al Apóstol San Andrés, el día 30 de noviembre, y prolonga sus actividades durante una semana. Su objetivo es conmemorar y festejar el aniversario de Sn Andrés y esto hace que todos los habitantes cooperen durante todo el año para la demostración de preciosos juegos pirotécnicos a lo largo de nueve días, también se preparan platillos gastronómicos típicos. Se vuelve un punto de unión familiar, pues las casas se ven frecuentemente visitadas por amistades. Además se efectúan danzas y bailes prehispànicos en el átrio de la iglesia, una celebración semejante pero en menor tamaño es llevada a cabo en la denominada Feria de Corpus Christi que se celebra 60 días después del domingo de resurrección que es aproximadamente en los meses de mayo o junio.

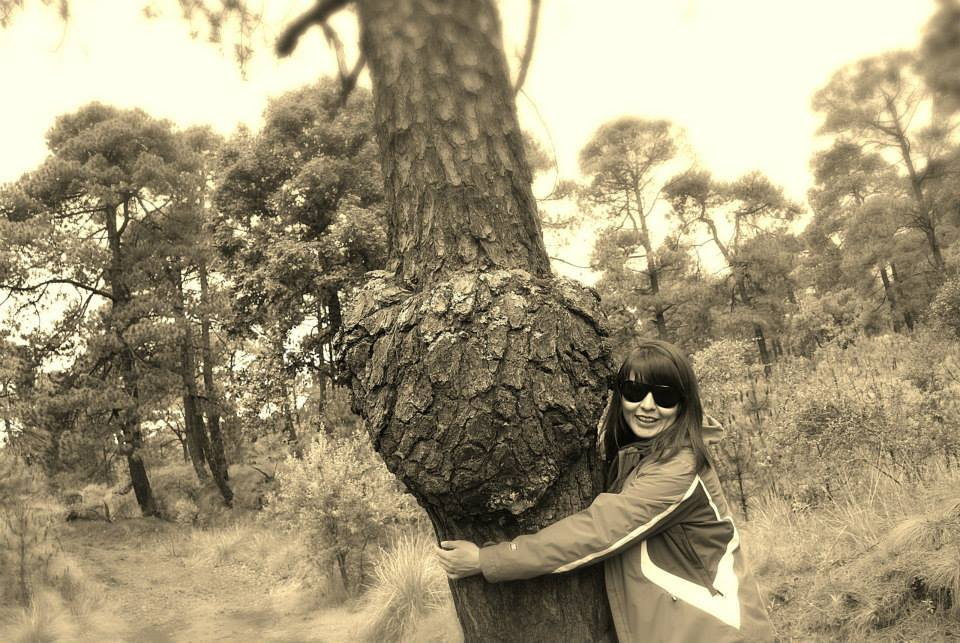
Es un árbol que tiene un corazón en su tronco, se cuenta que abrazarlo da buena suerte en el amor. Se encuentra en el Ajusco en el Bosque del Tepozan Tlalpan

- Parque Ecoturistico Tepozan. Un bosque donde se encuentra el bello árbol del Corazón, cuenta con una casa tradicional, vivero, sendero, circuito ciclista de montaña, zona de campismo y visitas guiadas para apreciar la fauna y flora.

### Pueblos aledaños
Visitas de los pueblos aledaños en sus bailes y en su feria, de San Pedro Mártir, de San Miguel Xicalco, La Magdalena Petlacalco, de San Miguel Topilejo y de Santo Tomás y San Miguel Ajusco. Rodeo famoso, por traer los toros jugados, que son todo un espectáculo. Venta de productos artesanales. Juegos infantiles. Antojitos, mole y tamales de la región.
San Miguel Topilejo Uno de los 12 pueblos originarios de Tlalpan, el cual significa "el que lleva el bastón del mando".
Pueblo famoso por sus tradiciones y costumbres. Sin olvidar sus comidas basadas en maíz, producto cosechado en su misma tierra.
Desde 1985 se festeja del 12 al 16 de septiembre "La Feria del Elote", en donde se  encuentra una gran variedad de alimentos derivados del maíz.
La iglesia es considerada monumento nacional fue construida en el siglo XVI en honor a san Miguel Arcángel, en su interior está adornada con hoja de oro.
El día 29 y 8 días posteriores de septiembre se celebra la fiesta en su honor con danzantes aztecas, chínelos, bandas y baile popular, juegos mecánicos, y antojitos mexicanos entre otras.
A San Miguel Topilejo se tiene acceso por el km 28.5 de la carretera federal México-Cuernavaca, otra vía es por la autopista México-Cuernavaca a la altura del km 20 y por carretera antigua a Cuernavaca por Xochimilco.
San Miguel Xicalco (casas de piedra y xixia o hierba). San Miguel Xicalco es uno de los 8 pueblos originarios de Tlalpan, se encuentra a la derecha en la desviación del km. 25 de la carretera Federal a Cuernavaca, después del pueblo de San Andrés Totoltepec. El nombre de San Miguel se debe a la aparición del Arcángel Miguel que es el patrón de este pueblo, tiene dos fiestas patronales en honor al santo que se celebran el 8 de mayo y el 29 de septiembre (el 8 se celebra la aparición y el 29 el santo). En las fiestas patronales son ya tradición el mole rojo y los tamales que preparan las personas originarias para recibir y dar  a sus invitados. También se celebra con danzas de chìnelos, arrieros, aztecas y otros; son famosas sus celebraciones de jaripeo ranchero y sus bailes con música popular que son normalmente bandas sinaloenses. San Miguel Xicalco tiene historias particulares al igual que los otros pueblos originarios, diferentes historias que son contadas por personas originarias del pueblo narran el tiempo de la Revolución mexicana y el paso de los ejércitos zapatistas y carrancistas. Según los testimonios, la Iglesia católica del pueblo fue tomada como cuartel, incluso hay un pequeño cañón que se quedó olvidado por algún zapatista.
Parres el Guarda se localiza en el kilómetro 40 de la carretera federal México-Cuernavaca. La historia de su fundación se remonta a mediados del siglo XIX, en el auge del ferrocarril como medio de transporte de mercancías y de pasajeros. Anteriormente los Momoxcas de Milpa Alta subían a sembrar a esas llanuras. Parres fue una de las primeras estaciones de gran importancia de donde se hacían embarques hacia la ciudad de Cuernavaca, Morelos. El pueblo se fundó en terrenos de lo que fue la hacienda de Juan de las Fuentes Parres. De ahí salió el nombre del pueblo. Su economía está basada en el cultivo de avena forrajera. Parres es uno de los principales productores de este cereal que se utiliza para la alimentación de vacas, borregos y caballos. Es famoso también por la carne de sus borregos y sus habitantes presumen de tener la mejor barbacoa del Distrito Federal. El 12 de diciembre se celebra la fiesta patronal de la Virgen de Guadalupe con danza de Chinelos, cohetes, peleas de gallos, carreras de caballos y baile. En Parres se celebra también con bombo y platillo la Independencia de México, los días 15 y 16 de septiembre, con una kermés y un desfile. Al igual que la tradicional fiesta en honor a San Andrés Apóstol (30 de noviembre) y a Nuestro Padre Jesús de Aquixtla (6 de agosto y tercer domingo de enero), dicha festividad se celebra en el Barrio de Ampliación de Parres. Como atracciones turísticas la ciclopista permite admirar paisajes llenos de vida y tranquilidad. La casa de la cultura está en construcción pero puede conocerse la historia del pueblo y contemplar el casco de la hacienda de Juan de las Fuentes Parres.
Santa María Magdalena Petlacalco: (Lugar de casas de petate). Es uno de los 8 pueblos originarios de Tlalpan, se encuentra a la derecha de la desviación del km. 25 de la carretera Federal a Cuernava después del pueblo de San Miguel Xicalco, en este pueblo de venera a Santa María Magdalena donde sus fiestas tradicionales en honor a la patrona son los días 1-2-3 de enero y 22-23-24 de julio, en las cuales hay quema de juegos pirotécnicos, jaripeos, pelea de gallos, bailables como lo son los chinelos, los joros, danza de los arrieros, entre otros. Uno de los sitios recreativos en donde se puede reunirse con la familia son "Los arenales".
San Pedro Mártir Texopalco: Uno de los 12 pueblos originarios de Tlalpan se encuentra ubicado en la carretera federal a Cuernavaca, pasando el pueblo de Chimalcoyoc a la altura del kilómetro 20. Las fiestas patronales de San Pedro de Verona Mártir se celebran del 26 de abril al 3 de mayo. En esta festividad se produce una feria tradicional donde se realizan bailes, danzas, chinelos, arrieros, orquestas, mariachis, jaripeo, juegos mecánicos y espectáculos con pirotecnia. San Pedro Mártir también es conocido como el “lugar de ocotes” ya que existe una gran cantidad de estos árboles en la región. Su nombre fue designado en honor al santo Pedro de Verona al cual fue dedicada una de las edificaciones más antiguas del lugar: la Parroquia de San Pedro de Verona Mártir, cuyo templo data de finales del siglo XVII y principios del XVIII. Fue construida por religiosos dominicos provenientes del Convento de San Agustín de las Cuevas ubicado en el centro de la delegación Tlalpan. La iglesia tiene una sola nave y posee una torre de 3 cuerpos, tiene una puerta sencilla sin recubrimientos o aplanados, una puerta en la fachada lateral por donde entraba antiguamente el coro a la iglesia, y el exterior luce una combinación de cantera labrada y piedra común para los muros. En el interior de bajo de la bóveda del coro hay un relieve con un águila austriaca y sobre el arco triunfal un medallón redondo con la imagen del arcángel San Miguel. En el interior del templo se encuentra una escultura en madera del siglo XVIII que representa al mártir San Pedro de Verona, la cual tiene un borde de piedra y un borde exterior decorado con cerámica. En el altar hay un Cristo de madera crucificado que también data de ese mismo siglo. En 1965 los pisos fueron sustituidos y se quitaron los aplanados, la cantera quedó al descubierto pero se arrasó la pintura mural. La iglesia ha sido restaurada en varias ocasiones, por lo cual ha perdido parte de su diseño original. En el patio de la parroquia se encuentran otras dos edificaciones de carácter religioso, construidas de manera moderna, así como una estatua de la Virgen de Guadalupe en un costado de la parroquia.

### Jardines y parques
- Parque Loreto y Peña Pobre - Reserva ecológica protegida por sus manantiales de agua potable. Ubicado en Av. San Fernando esquina con Insurgentes sur, en la Colonia Isidro Fabela. Cuenta con áreas verdes, restaurantes, panadería artesanal entre otros. Ideal para pasar el día en familia ya que cuenta con un centro de actividades recreativas.
- Parque Ecológico Fuentes Brotantes. Ubicado cerca de la Av. Insurgentes Sur a la altura del restaurante Arroyo, este parque cuenta con manantial natural, lago con patos y tortugas, áreas verdes y áreas de juegos infantiles, rodeado por el conjunto habitacional Fuentes Brotantes. Fue declarado parque nacional el 28 de septiembre de 1936 por decreto del entonces presidente Lázaro Cárdenas, era parte de los terrenos que conformaban el rancho Teochihuitl y la barranca donde se originaban varios manantiales que le dieron fama de belleza natural al lugar.

Comprende la superficie de una barranca cercana al centro histórico de Tlalpan, a una altitud de 2,250 metros sobre el nivel del mar, desde las faldas del Ajusco, la cual pertenece al sistema montañoso que se conoce como la Sierra de Ajusco-Chichinauhtzin que limita al Sur el Valle de México.
- Parque de diversiones Six Flags México - antes conocido como Reino Aventura, es el parque temático más grande de México y el único Six Flags en Latinoamérica.

Parque Ecológico Ecoguardas: Es un parque que se encuentra a un costado de la carretera picacho ajusco en donde habita una gran variedad de especies entre ellas algunas endémicas de tlalpan. Esta reserva además cuenta con un servicio de educación ambiental para niños. De igual manera hay un apiario, una biblioteca y una videoteca. Dentro de este parque se imparten varios cursos de compostas y cultivo de lombrices.
- Parque ecoturístico el Tepozán: carretera Picacho-Ajusco km 11, pueblo de San Andrés Totoltepec C.p. 14400

- Jardín principal: plaza de la Constitución, Col. Centro de tlalpan, C.P 14000

- Parque ecológico Juana de Asbaje: Moneda 1, Col. Centro de tlalpan, C.P 14000

- Parque Maravillas: Carretera Federal a Cuernavaca km 37 (entre las estaciones de la ciclo vía el sifón y la Cima), pueblo de San Miguel Topilejo, C.p.14500

- Deportivo "Sánchez Taboada" en la Colonia Torres de Padierna, además de cancha de fútbol de pasto sintético, cuenta con alberca semiolìmpica, en la que se da servicio a aproximadamente 120 niños del programa "al agua patos".
- Deportivo Pedregal San Nicolás. Calle. Sinanche, Pedregal de San Nicolás 1.ª. Sección, Tlalpan, Distrito Federal.

- Deportivo "Solidaridad". Este lugar además de ser muy grande, cuenta con canchas de fútbol, basquetbol, voleibol y áreas verdes; próximamente contará con una alberca que está en construcción. Carretera Picacho Ajusco km. 7

- Deportivo Balancán. Pequeño pero divertido para todas las edades, únicamente tiene canchas de fútbol y basquetbol, es el lugar preferido de los adolescentes que asisten a las escuelas cercanas a este lugar. Calle Balancan s/n colonia Lomas de Padierna.

- Canchas "San José Obrero" cuenta con canchas de fútbol, basquetbol y aparatos para hacer ejercicios gimnásticos al aire libre. Calle Tizimín esquina con calle Izamal colonia Héroes de Padierna.

- Parque Ejidal San Nicolás Totolapan: Es un desarrollo ecoturístico ubicado en el kilómetro 11.5 de la carretera Picacho-Ajusco el cual surgió como iniciativa de los propios habitantes de ese pueblo (ejidatarios), ubicado en la delegación Magdalena Contreras, aunque se encuentra dentro de nuestra demarcación (Tlalpan) este proyecto nace como una forma de frenar la proliferación de los asentamientos irregulares.y preservar los bosque del sur de la ciudad. Cuenta con diversas rutas para practicar el ciclismo y ciclismo de montaña; un lago de pesca, una granja de trucha arcoíris, una granja didáctica con caballos tipo poni, cabras, borregos, vacas, un burro, gallinas y patos, entre otros, en una zona de este parque también se encuentra un venadario con unos ejemplares de la especie denominada cola blanca, esparcidos dentro de su hábitat natural. Dentro del parque se encuentra también una zona para acampar y otra de cabañas, que cuentan con vigilancia las 24 horas del día. Los visitantes pueden disfrutar de paseos a caballo y conocer los viveros, donde se producen hortalizas orgánicas, libres de fertilizantes y regados con agua de los manantiales, así como los árboles que sirven para la reforestación del bosque de coníferas y clima templado.

### Museos
- Museo de Historia de Tlalpan. A este museo se le conoce como La Casona y se encuentra ubicado dentro de la plaza de la constitución con el N.10. En este lugar en 1878 se realizó la primera llamada de larga distancia del país.[57]

- Museo del Tiempo: Es un museo interactivo ubicado en la Plaza de la Constitución 7. Edificio histórico del siglo XIX que albergaba hasta 1964 la Central Telefónica de Tlalpan.El Museo cuenta con una muestra permanente de relojes mecánicos desde principio de siglo XVII, y todo tipo de Aparatos musicales como Cajas musicales, Fonógrafos, Gramófonos, Radios, TV, Rockolas, Máquinas mecánicas y electrónicas.

- Museo de Sitio de Cuicuilco. El museo fue edificado en 1948 y se encuentra al interior de la zona arqueológica Cuicuilco. En el se muestran piezas arqueológicas recuperadas en esta sitio y da información de la vida de los pobladores de este lugar.

## Atractivos culturales y turísticos
- Casa de Cultura de Tlalpan. Es un espacio cultural ubicado en Bosques del Pedregal. Alberga una amplia galería de arte. Ha contado con la participación de reconocidos artistas, entre los que destacan José Luis Cuevas, Martha Chapa, Octavio Campo, Isabel Leñero y Javier Anzures.

### Monumentos históricos
- Biblioteca Luis Cabrera. Inmueble que fuera sede de la antigua estación del tranvía que venía desde el centro histórico del DF.

- Casa Chata. Inmueble construido en el siglo XVIII. Fue denominado con este nombre porque su entrada está ochavada. Es hasta 1941 cuando se restaura y pasa a manos del INAH.

- Casa de la Prisión de Morelos. José María Morelos y Pavón fue prisionero en la Villa de San Agustín de las Cuevas el 21 de noviembre de 1815, camino a San Cristóbal Ecatepec, donde fue fusilado.

- Casa de Moneda. Fue construida en el siglo XVIII y estuvo habitada por Lorenzo de Zavala, cuando este fue gobernador del Estado de México. Además, fue sede del Palacio de Gobierno del mismo estado cuando Tlalpan era la capital.

- Casa del Conde de Regla. El inmueble perteneció al Conde de Regla, Pedro Romero de Terreros, un rico minero que trabajó con éxito las minas de la Sierra de Hidalgo.

- Casa Frissac (Instituto Javier Barros Sierra). Terminado a principios del siglo XX, el inmueble perteneció a la familia del expresidente Adolfo López Mateos. Actualmente alberga al Instituto Javier Barros Sierra, en donde se realizan actividades culturales.

- Edificio de Gobierno. Sede de la administración delegacional en Tlalpan, el inmueble fue construido durante el mandato del Prefecto Don Ismael Zúñiga, a partir de 1871. En sus muros hay un mural de Roberto Rodríguez Navarro.

- Hacienda de Catipoato. Fue reedificada para alojar a una rama de la Orden Mexicana de los Misioneros del Espíritu Santo. Su patio colonial de una sola planta se conserva aún con sus corredores perimetrales soportados por pilares moldurados.

- Parroquia San Agustín de las Cuevas. Frailes franciscanos construyeron el templo en el que hoy se venera a San Agustín de las Cuevas.

- Parroquia San Miguel Arcángel. Está construida por una torre de 3 cuerpos, una cúpula, un campanario y dentro de ella está situada una escultura de San Miguel Arcángel, lo cual pertenecía al siglo XVII.

### Mercados
- Plaza Acoxpa
- Villa Coapa
- Vasco de Quiroga
- Torres de Padierna
- Tlalcoligia
- San Nicolás Totoloapan
- San Miguel Topilejo
- San Andrés Totoltepec
- Plaza Mexicana del Sur
- Pedregal de las Águilas
- Margarita Maza de Juárez
- Lázaro Cárdenas
- José María Morelos y Pavón
- José López Portillo
- La Paz
- Isidro Fabela
- Hueso Periférico
- Fuentes Brotantes
- El Mirador
- Comidas Huipulco
- 10 de mayo
- Flores San Fernando
- 22 de enero
- 21 de abril
- 23 de febrero

## Entretenimiento
En el Jardín de la alcaldía del centro de Tlalpan se ofrece un espacio de música e información cultural donde la comunidad puede escuchar buena música desde los años 20,s a los 90,s y más, además de conocer a los artistas y compositores de épocas pasadas y se enteren de los próximos eventos artísticos y culturales así como de algunas actividades de la Jefa Delegacional.
Kiosco musical y viernes de danzón radio internet, se inició el mes de febrero del año 2003 con 4 horas de trasmisión un día a la semana y actualmente se emite los días jueves y viernes con 7 horas de trasmisión. Es un programa dedicado a todo el público con música de: boleros , mambos, chachachá, danzón, guarachas, clásica, trova, rock and roll, ska, hip hop, rondas infantiles, rock contemporáneo, electrónica, y música tradicional mexicana.
Todo esto acompañado de comentarios y de historias de Tlalpan y de otras delegaciones y la provincia. Y semblanzas de Tríos, solistas, duetos y compositores e intérpretes de gran renombre, así como noticias de espectáculos de diferentes épocas.
Este programa pretende ayudar a incrementar la atención de las comunidades que conforman esta delegación; así mismo, promocionar y difundir la cultura tlalpense; fomentar la creación de centros recreativos y culturales; llevar a cabo encuentros interdelegacionales en toda la ciudad. Así mismo se preservarán las tradiciones de los pueblos, barrios y colonias, y también se deberá fomentar obligatoriamente la conservación de los monumentos históricos.

## Política

### Delegados
- (1982 - 1985): Gilberto Nieves Jenkins
- (1985 - 1988): Jesús Salazar Toledano
- (1988 - 1990): Guillermo Orozco Loreto
- (1990 - 1994): Francisco Guillermo Ríos-Zertuche Díez
- (1994 - 1997): Alfonso del Río Pintado

### Jefes delegacionales
- (1997 - 2000):  Salvador Pablo Martínez della Rocca
- (2000): (Interino) Luis E. Gómez Sánchez
- (2000 - 2003):  Gilberto López y Rivas
- (2003 - 2004):  Carlos Imaz Gispert
- (2004 - 2006): (Interino) Eliseo Moyao Morales
- (2006 - 2009):  Guillermo Sánchez Torres
- (2009) : (Interino) Jorge Pérez Rodríguez y Pérez
- (2009 - 2012):  Higinio Chávez García
- (2012 - 2015):  Maricela Contreras Julián
- (2015): (Interino) Héctor Hugo Hernández Rodríguez
- (2015 - 2017):  Claudia Sheinbaum Pardo
- (2017 - 2018): (Interino) Fernando Hernández Palacios

### Alcaldes
- (2018 - 2021):  Patricia Aceves Pastrana
- (2021 - 2024):  Alfa González Magallanes
- (2024 - 2027):  Gabriela Osorio Hernández

## Relaciones internacionales

### Hermanamientos
La delegación Tlalpan está hermanada con 6 ciudades:
|                      | País                               |  | Ciudad                             |  | Condado / Distrito / Región / Estado | Año    | Ref.          |
| -------------------- | ---------------------------------- |  | ---------------------------------- |  | ------------------------------------ | ------ | ------------- |
| Bandera de Cuba      | Cuba                               |  | San José de las Lajas              |  | Provincia de Mayabeque               | (2002) | [ 59 ]        |
| Bandera de México    | México                             |  | Estado de Morelos                  |  | Estado de Morelos                    | (2010) | [ 60 ]        |
| Bandera de Venezuela | República Bolivariana de Venezuela |  | República Bolivariana de Venezuela |  | República Bolivariana de Venezuela   | (2012) | [ 61 ] [ 62 ] |
| Bandera de México    | México                             |  | Oaxaca de Juárez                   |  | Oaxaca                               | (2013) | [ 63 ]        |
| Bandera de México    | México                             |  | Tarímbaro                          |  | Michoacán de Ocampo                  | (2012) | [ 64 ]        |
| Bandera de México    | México                             |  | Tepoztlán                          |  | Estado de Morelos                    | (2013) | [ 65 ]        |